# Ranavalona I van Madagaskar
Ranavalona I (1778 – 16 augustus 1861) was koningin van het Koninkrijk Madagaskar van 11 augustus 1828 tot 16 augustus 1861. Ze behoorde tot het volk van de Merina en werd in 1778 in de rova van Ambatomanohina geboren als prinses Ramavo. Ze trad in het huwelijk met koning Radama I, een gearrangeerd huwelijk, en nam onder zijn vrouwen de eerste plaats in.
Na de dood van Radama I slaagde Ranavalona erin om met hulp van bevriende edellieden de troon te bemachtigen. Haar 33-jarige regeringsperiode werd gekenmerkt door het behoud van de traditionele gebruiken van de Merina en door zelfredzaamheid. Ranavalona verbrak de economische en politieke banden met Europese mogendheden, terwijl ook contacten met buitenlanders tot een minimum werden beperkt. Toch schetsen de verslagen van een aantal buitenlandse ooggetuigen, zoals de Britse missionaris David Griffiths en de Oostenrijkse schrijfster Ida Pfeiffer, samen met de kronieken van de secretaris Raombana een levendig beeld van gebeurtenissen tijdens Ranavalona's regering. Ze verhalen over verdeeldheid tussen facties aan het hof, uitbuiting van het volk, christenvervolgingen en een mislukte staatsgreep door de Franse avonturier Joseph-François Lambert.
Ranavalona herstelde het gebruik van de fanompoana, een oude Merina-wet die mensen verplichtte om arbeid te verrichten als een vorm van belasting. Dienstplicht maakte ze tot een onderdeel hiervan, zodat ze met behulp van een groot leger het koninkrijk verder kon uitbreiden en de macht van de Merina kon consolideren. Door Ranavalona's wrede strafmaatregelen, een groot aantal veldslagen, slechte werkomstandigheden en ziektes was het sterftecijfer onder haar onderdanen echter zeer hoog en heerste er veel onvrede. Pas toen Ranavalona's bastaardzoon Radama II haar na haar dood op 16 augustus 1861 opvolgde, kwam er een eind aan het wrede bewind. Ranavalona's regeringsperiode wordt door veel Malagassiërs nog altijd gezien als een zwarte bladzijde in Madagaskars geschiedenis.

## Prinses Ramavo
Ranavalona I werd in 1778 als prinses Ramavo geboren in de rova van Ambatomanohina, ongeveer 16 kilometer ten oosten van Antananarivo. Haar vader, Andriantsalamanjaka, was een Merina-prins en een broer van Andrianjafy, koning van het Koninkrijk Avaradrano. Andriantsalamanjaka trouwde met de Merina-prinses Ratavanandriana en dit huwelijk bracht twee zonen en een dochter voort. Later trouwde Andriantsalamanjaka met Ratavanandriana's zuster Rabodonandriantompo. Het eerste kind uit dit huwelijk was prinses Ramovo, later volgden nog twee dochters en een zoon.
Ramavo's oom Andrianjafy voerde een gewelddadig bewind, waardoor het volk het koningschap liever in handen zag van zijn neef Ramboasalama. Uit jaloezie plande Andrianjafy een aantal moordaanslagen op Ramboasalama, maar deze mislukten doordat de prins telkens werd gewaarschuwd door zijn andere oom, Andriantsalamanjaka. In 1787 nam prins Ramboasalama de rova van Ambohimanga in en stootte zijn oom van de troon. Ramboasalama werd vervolgens de nieuwe koning van een herenigd Koninkrijk Imerina en nam de naam Andrianampoinimerina aan. Om Andriantsalamanjaka te belonen voor zijn vele waarschuwingen beloofde Andrianampoinimerina een huwelijk tussen Laidama, zijn zoon en troonopvolger, en Andriantsalamanjaka's dochter, prinses Ramavo. Bovendien liet Andrianampoinimerina bepalen dat het eerste kind uit dit huwelijk Laidama na zijn dood zou opvolgen. Dit was een merkwaardig besluit, want als het kind een dochter was, zou dit de eerste koningin in de dynastie worden sinds de Vazimba-koningin Rafohy, die overleed rond het jaar 1540. Kort na de kroning van Andrianampoinimerina vermoorde Andrianjafy zijn broer Andriantsalamanjaka. Andrianampoinimerina nam Ramavo daarop als pleegdochter in huis, waar ze samen met Laidama opgroeide. Later liet Ramavo zich daarom ook wel Rabodoandrianampoinimerina noemen (afgekort Rabodo), dat 'dochter van Andrianampoinimerina' betekent.
| \| \| \| \| \| \| \| \| \| \| \| \| \| Andriandamboranto \| Andriandamboranto \| Andriandamboranto \| Andriandamboranto \| Andriandamboranto \| Andriandamboranto \| \| \| Ramboakovelo \| Ramboakovelo \| Ramboakovelo \| Ramboakovelo \| Ramboakovelo \| Ramboakovelo \| \| \| Andriambelomasina \| Andriambelomasina \| Andriambelomasina \| Andriambelomasina \| Andriambelomasina \| Andriambelomasina \| \| \| Rasoherimananitany \| Rasoherimananitany \| Rasoherimananitany \| Rasoherimananitany \| Rasoherimananitany \| Rasoherimananitany \| \| \| \| \| \| \| \| \| \| \| \| \| \| \| \| \| \| \| \| \| \| \| \| \| \| \| \| Andriandamboranto \| Andriandamboranto \| Andriandamboranto \| Andriandamboranto \| Andriandamboranto \| Andriandamboranto \| \| \| Ramboakovelo \| Ramboakovelo \| Ramboakovelo \| Ramboakovelo \| Ramboakovelo \| Ramboakovelo \| \| \| Andriambelomasina \| Andriambelomasina \| Andriambelomasina \| Andriambelomasina \| Andriambelomasina \| Andriambelomasina \| \| \| Rasoherimananitany \| Rasoherimananitany \| Rasoherimananitany \| Rasoherimananitany \| Rasoherimananitany \| Rasoherimananitany \| \| \| \| \| \| \| \| \| \| \| \| \| \| \| \| \| \| \| \| \| \| \| \| \| \| \| \| \| \| \| \| \| \| \| \| \| \| \| \| \| \| \| \| \| \| \| \| \| \| \| \| \| \| \| \| \| \| \| \| \| \| \| \| \| \| \| \| \| \| \| \| \| \| \| \| \| \| \| \| \| \| \| \| \| \| \| \| \| \| \| \| \| \| \| \| \| \| \| \| \| \| \| \| \| \| \| \| \| \| \| \| \| \| \| \| \| \| \| \| \| \| \| \| \| \| \| \| \| \| \| \| \| \| \| \| \| \| \| \| \| \| Ratavanandriana \| Ratavanandriana \| Ratavanandriana \| Ratavanandriana \| Ratavanandriana \| Ratavanandriana \| \| \| Rabodonandriantompo \| Rabodonandriantompo \| Rabodonandriantompo \| Rabodonandriantompo \| Rabodonandriantompo \| Rabodonandriantompo \| \| \| \| \| \| \| Andriantsalamamanjaka \| Andriantsalamamanjaka \| Andriantsalamamanjaka \| Andriantsalamamanjaka \| Andriantsalamamanjaka \| Andriantsalamamanjaka \| \| \| \| \| \| \| \| \| \| \| \| \| \| \| \| \| \| \| \| \| \| \| \| \| \| \| \| \| \| \| \| Ratavanandriana \| Ratavanandriana \| Ratavanandriana \| Ratavanandriana \| Ratavanandriana \| Ratavanandriana \| \| \| Rabodonandriantompo \| Rabodonandriantompo \| Rabodonandriantompo \| Rabodonandriantompo \| Rabodonandriantompo \| Rabodonandriantompo \| \| \| \| \| \| \| Andriantsalamamanjaka \| Andriantsalamamanjaka \| Andriantsalamamanjaka \| Andriantsalamamanjaka \| Andriantsalamamanjaka \| Andriantsalamamanjaka \| \| \| \| \| \| \| \| \| \| \| \| \| \| \| \| \| \| \| \| \| \| \| \| \| \| \| \| \| \| \| \| \| \| \| \| \| \| \| \| \| \| \| \| \| \| \| \| \| \| \| \| \| \| \| \| \| \| \| \| \| \| \| \| \| \| \| \| \| \| \| \| \| \| \| \| \| \| \| \| \| \| \| \| \| \| \| \| \| \| \| \| \| \| \| \| \| \| \| \| \| \| \| \| \| \| \| \| \| \| \| \| \| \| \| \| \| \| \| \| \| \| \| \| \| \| \| \| \| \| \| \| \| \| \| \| \| \| \| \| \| \| \| \| \| \| \| \| \| \| \| \| \| \| \| \| \| \| \| \| \| \| \| \| \| \| \| \| \| \| \| \| \| \| \| \| \| \| \| \| \| \| \| \| \| \| \| \| \| \| \| \| \| \| \| \| \| \| \| \| \| \| \| \| \| \| \| \| \| \| \| \| \| \| \| \| \| \| \| \| \| \| \| \| \| \| \| \| \| \| \| \| \| \| \| \| \| \| \| \| \| \| \| \| \| \| \| \| \| \| \| \| \| \| \| \| \| \| \| \| \| \| \| \| \| \| \| \| \| \| \| \| \| \| \| \| \| \| \| \| \| \| \| \| \| \| \| \| \| \| \| \| \| \| \| \| \| \| \| \| \| \| \| \| \| \| \| \| \| \| \| \| \| \| \| \| \| \| \| \| \| \| \| \| \| \| \| \| \| \| \| \| \| \| \| \| \| \| \| \| \| \| \| \| \| \| \| \| \| \| \| \| \| \| \| \| \| \| \| \| \| \| Ramarotafika \| Ramarotafika \| Ramarotafika \| Ramarotafika \| Ramarotafika \| Ramarotafika \| \| \| Ramanjakaraibe \| Ramanjakaraibe \| Ramanjakaraibe \| Ramanjakaraibe \| Ramanjakaraibe \| Ramanjakaraibe \| \| \| Rangita \| Rangita \| Rangita \| Rangita \| Rangita \| Rangita \| \| \| Ranavalona I \| Ranavalona I \| Ranavalona I \| Ranavalona I \| Ranavalona I \| Ranavalona I \| \| \| Razafianaka \| Razafianaka \| Razafianaka \| Razafianaka \| Razafianaka \| Razafianaka \| \| \| Rafaramanjaka \| Rafaramanjaka \| Rafaramanjaka \| Rafaramanjaka \| Rafaramanjaka \| Rafaramanjaka \| \| \| Ramasindrazana \| Ramasindrazana \| Ramasindrazana \| Ramasindrazana \| Ramasindrazana \| Ramasindrazana \| \| \| |              |              |              |              |              |  |  |                |                |                |                |                   |                   |                   |                   |                   |                   |         |         |                     |                     |                     |                     |                     |                     |              |              |                   |                   |                   |                   |                       |                       |                       |                       |                       |                       |                    |                    |                    |                    |               |               |               |               |  |  |                |                |                |                |                |                |  |  |
| |              |              |              |              |              |  |  |                |                |                |                | Andriandamboranto | Andriandamboranto | Andriandamboranto | Andriandamboranto | Andriandamboranto | Andriandamboranto |         |         | Ramboakovelo        | Ramboakovelo        | Ramboakovelo        | Ramboakovelo        | Ramboakovelo        | Ramboakovelo        |              |              | Andriambelomasina | Andriambelomasina | Andriambelomasina | Andriambelomasina | Andriambelomasina     | Andriambelomasina     |                       |                       | Rasoherimananitany    | Rasoherimananitany    | Rasoherimananitany | Rasoherimananitany | Rasoherimananitany | Rasoherimananitany |               |               |               |               |  |  |                |                |                |                |                |                |  |  |
| |              |              |              |              |              |  |  |                |                |                |                | Andriandamboranto | Andriandamboranto | Andriandamboranto | Andriandamboranto | Andriandamboranto | Andriandamboranto |         |         | Ramboakovelo        | Ramboakovelo        | Ramboakovelo        | Ramboakovelo        | Ramboakovelo        | Ramboakovelo        |              |              | Andriambelomasina | Andriambelomasina | Andriambelomasina | Andriambelomasina | Andriambelomasina     | Andriambelomasina     |                       |                       | Rasoherimananitany    | Rasoherimananitany    | Rasoherimananitany | Rasoherimananitany | Rasoherimananitany | Rasoherimananitany |               |               |               |               |  |  |                |                |                |                |                |                |  |  |
| |              |              |              |              |              |  |  |                |                |                |                |                   |                   |                   |                   |                   |                   |         |         |                     |                     |                     |                     |                     |                     |              |              |                   |                   |                   |                   |                       |                       |                       |                       |                       |                       |                    |                    |                    |                    |               |               |               |               |  |  |                |                |                |                |                |                |  |  |
| |              |              |              |              |              |  |  |                |                |                |                |                   |                   |                   |                   |                   |                   |         |         |                     |                     |                     |                     |                     |                     |              |              |                   |                   |                   |                   |                       |                       |                       |                       |                       |                       |                    |                    |                    |                    |               |               |               |               |  |  |                |                |                |                |                |                |  |  |
| |              |              |              |              |              |  |  |                |                |                |                | Ratavanandriana   | Ratavanandriana   | Ratavanandriana   | Ratavanandriana   | Ratavanandriana   | Ratavanandriana   |         |         | Rabodonandriantompo | Rabodonandriantompo | Rabodonandriantompo | Rabodonandriantompo | Rabodonandriantompo | Rabodonandriantompo |              |              |                   |                   |                   |                   | Andriantsalamamanjaka | Andriantsalamamanjaka | Andriantsalamamanjaka | Andriantsalamamanjaka | Andriantsalamamanjaka | Andriantsalamamanjaka |                    |                    |                    |                    |               |               |               |               |  |  |                |                |                |                |                |                |  |  |
| |              |              |              |              |              |  |  |                |                |                |                | Ratavanandriana   | Ratavanandriana   | Ratavanandriana   | Ratavanandriana   | Ratavanandriana   | Ratavanandriana   |         |         | Rabodonandriantompo | Rabodonandriantompo | Rabodonandriantompo | Rabodonandriantompo | Rabodonandriantompo | Rabodonandriantompo |              |              |                   |                   |                   |                   | Andriantsalamamanjaka | Andriantsalamamanjaka | Andriantsalamamanjaka | Andriantsalamamanjaka | Andriantsalamamanjaka | Andriantsalamamanjaka |                    |                    |                    |                    |               |               |               |               |  |  |                |                |                |                |                |                |  |  |
| |              |              |              |              |              |  |  |                |                |                |                |                   |                   |                   |                   |                   |                   |         |         |                     |                     |                     |                     |                     |                     |              |              |                   |                   |                   |                   |                       |                       |                       |                       |                       |                       |                    |                    |                    |                    |               |               |               |               |  |  |                |                |                |                |                |                |  |  |
| |              |              |              |              |              |  |  |                |                |                |                |                   |                   |                   |                   |                   |                   |         |         |                     |                     |                     |                     |                     |                     |              |              |                   |                   |                   |                   |                       |                       |                       |                       |                       |                       |                    |                    |                    |                    |               |               |               |               |  |  |                |                |                |                |                |                |  |  |
| |              |              |              |              |              |  |  |                |                |                |                |                   |                   |                   |                   |                   |                   |         |         |                     |                     |                     |                     |                     |                     |              |              |                   |                   |                   |                   |                       |                       |                       |                       |                       |                       |                    |                    |                    |                    |               |               |               |               |  |  |                |                |                |                |                |                |  |  |
| |              |              |              |              |              |  |  |                |                |                |                |                   |                   |                   |                   |                   |                   |         |         |                     |                     |                     |                     |                     |                     |              |              |                   |                   |                   |                   |                       |                       |                       |                       |                       |                       |                    |                    |                    |                    |               |               |               |               |  |  |                |                |                |                |                |                |  |  |
| |              |              |              |              |              |  |  |                |                |                |                |                   |                   |                   |                   |                   |                   |         |         |                     |                     |                     |                     |                     |                     |              |              |                   |                   |                   |                   |                       |                       |                       |                       |                       |                       |                    |                    |                    |                    |               |               |               |               |  |  |                |                |                |                |                |                |  |  |
| |              |              |              |              |              |  |  |                |                |                |                |                   |                   |                   |                   |                   |                   |         |         |                     |                     |                     |                     |                     |                     |              |              |                   |                   |                   |                   |                       |                       |                       |                       |                       |                       |                    |                    |                    |                    |               |               |               |               |  |  |                |                |                |                |                |                |  |  |
| Ramarotafika | Ramarotafika | Ramarotafika | Ramarotafika | Ramarotafika | Ramarotafika |  |  | Ramanjakaraibe | Ramanjakaraibe | Ramanjakaraibe | Ramanjakaraibe | Ramanjakaraibe    | Ramanjakaraibe    |                   |                   | Rangita           | Rangita           | Rangita | Rangita | Rangita             | Rangita             |                     |                     | Ranavalona I        | Ranavalona I        | Ranavalona I | Ranavalona I | Ranavalona I      | Ranavalona I      |                   |                   | Razafianaka           | Razafianaka           | Razafianaka           | Razafianaka           | Razafianaka           | Razafianaka           |                    |                    | Rafaramanjaka      | Rafaramanjaka      | Rafaramanjaka | Rafaramanjaka | Rafaramanjaka | Rafaramanjaka |  |  | Ramasindrazana | Ramasindrazana | Ramasindrazana | Ramasindrazana | Ramasindrazana | Ramasindrazana |  |  |

### Huwelijk met Radama I

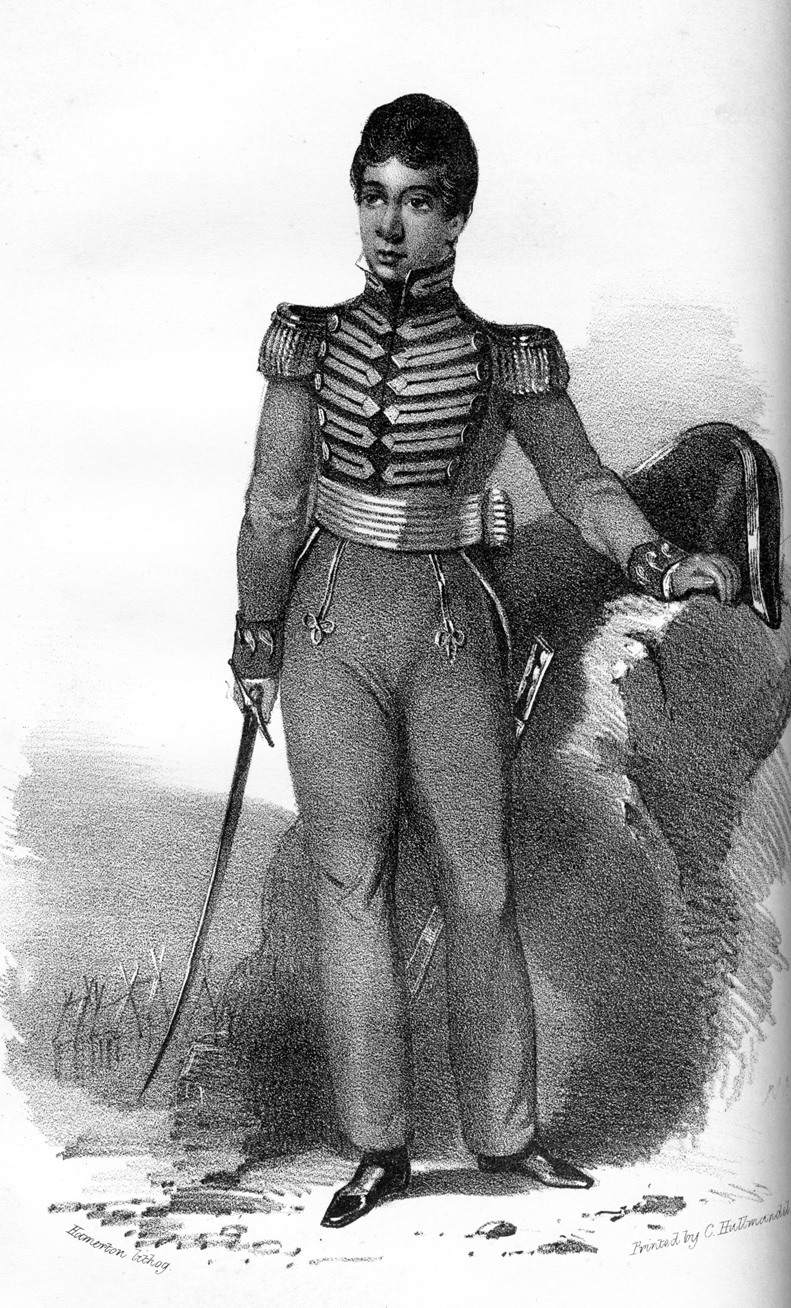
Radama I in een Brits veldmaarschalkuniform

In het jaar 1810 stierf Andrianampoinimerina en besteeg zijn zoon Laidama de troon als koning Radama. Radama respecteerde zijn vaders wens en huwde zijn stiefzuster, prinses Ramavo. Hij trad in totaal met twaalf vrouwen in het huwelijk, maar Ramavo behield de hoogste rang onder deze vrouwen. Desondanks was er geen goede verstandhouding tussen Ramavo en Radama; kort na hun huwelijk begon Radama haar te negeren. Voor deze slechte relatie zijn er diverse oorzaken mogelijk. Misschien bleef Ramavo wrok koesteren nadat Radama kort na zijn kroning een aantal politieke vijanden liet doden, inclusief een aantal edellieden die bevriend waren met Ramavo. Ook is het mogelijk dat er verwijdering tussen beiden ontstond omdat Radama zich ergerde aan Ramavo's karakter; de 19e-eeuwse schrijver Ebenezer Prout beschreef haar als "a bold, bad woman, with strong purpose and no principle" ("een brutale, slechte vrouw, met duidelijke doelen en geen principes"). Uit het huwelijk kwamen geen kinderen voort, waardoor Andrianampoinimerina's wens betreffende de troonopvolging niet vervuld kon worden.
Na Ramavo nam de Sakalava-prinses Rasalimo de tweede plaats in onder Radama's vrouwen. Zij was de enige die hem een kind schonk dat nog leefde toen Radama overleed, namelijk prinses Raketaka.

### Banden met Europa
Radama I was er sterk in geïnteresseerd hoe hij moderniseringen naar Europees model kon doorvoeren in zijn koninkrijk. Zo sloot hij in 1817 het Anglo-Merinaverdrag met de Britse gouverneur van Mauritius. In dit verdrag stond onder andere opgenomen dat Radama de door Groot-Brittannië gemaakte handelsbepalingen zou naleven, in ruil voor financiële steun en defensieve hulp in de vorm van militaire opleiding en bewapening. Sindsdien werd het Koninkrijk Imerina voor het eerst door een Europese mogendheid erkend en voortaan het Koninkrijk Madagaskar genoemd. Met een gemoderniseerd leger breidde Radama het koninkrijk verder uit tot ongeveer twee derde van het eiland.

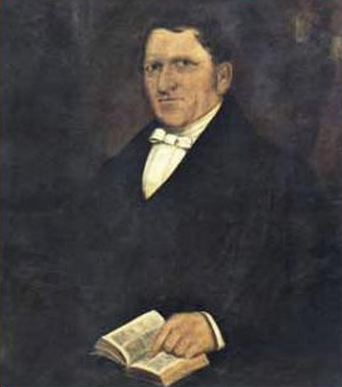
De missionaris David Griffiths was goed bevriend met prinses Ramavo.

Op advies van de gouverneur van Mauritius nodigde Radama protestantse missionarissen van het Londens Zendingsgenootschap (Engels: London Missionary Society) uit, die vanaf 1818 uit Groot-Brittannië en Schotland arriveerden. Zij bouwden scholen waar vakken werden onderwezen als lezen, schrijven, rekenen en praktische vaardigheden, zoals timmeren en het maken van bakstenen. Onder leiding van de Schotse missionaris James Cameron werden kerken in de hooglanden gebouwd en fabrieken die bakstenen, katoen, bouwhout en andere nuttige materialen produceerden. De Britse missionarissen David Jones en David Griffiths maakten bovendien een begin met het vertalen van de Bijbel in het Malagassisch. Voor deze vertaling ontwikkelden ze een Malagassisch schrift en dit trok de belangstelling van Radama, die een groot deel van zijn tijd met hen doorbracht om ze te helpen met de taal. De aanwezigheid van Jones en Griffiths was een welkome afleiding voor de door Radama verwaarloosde Ramavo. Zij was regelmatig te gast in Griffiths' huis, waar ze met respect werd behandeld en naar verluidt grote hoeveelheden rum te drinken kreeg. David Griffiths bleef gedurende heel Radama's regeringsperiode bevriend met Ramavo.

### Overlijden van Radama I
Op 27 juli 1828 stierf Radama op 36-jarige leeftijd in de Rova van Antananarivo. Volgens de officiële lezing stierf hij aan alcoholvergiftiging, maar over de werkelijke doodsoorzaak bestaan meerdere theorieën. Zo waren er geruchten dat hij gevonden werd met een doorgesneden keel. Sommigen opperden de mogelijkheid dat Ramavo achter de vermeende moord op haar man zat, in de hoop zelf de troon te kunnen bemachtigen. Radama had slechts één nakomeling, zijn tweejarige dochter Raketaka. Aangezien zij nog te jong was, zou het recht van troonopvolging volgens de traditie overgaan op Rakotobe, de eerste zoon van Radama's oudste zus, die voorbestemd was om prinses Raketaka te huwen.
Twee trouwe hovelingen die Rakotobe graag als troonopvolger zagen, wisten de dood van Radama enige tijd geheim te houden. Mogelijk deden zij dit omdat Rakotobe op dat moment niet in Antananarivo was. Andriamamba, een hooggeplaatste officier in Radama's leger, kwam uiteindelijk achter het nieuws van Radama's dood. Hij en drie andere officieren, Andriamihaja, Rainijohary en Ravalontsalama, maakten plannen om Ramavo op de troon te krijgen. Deze officieren verborgen Ramavo en zochten vervolgens steun bij het leger en bij invloedrijke personen, waaronder een aantal bewakers van de sampy's (koninklijke amuletten).

## Ramavo bestijgt de troon
Verzekerd van een solide achterban riep Ramavo zichzelf op 11 augustus 1828 uit tot koningin van het Koninkrijk Madagaskar en nam de toepasselijke naam Ranavalona aan, wat 'opgevouwen' of 'terzijde gehouden' betekent. In haar kabary (redevoering) verklaarde Ranavalona dat de sampy's Ramahavaly en Rahilimalaza haar hadden aangewezen als troonopvolger van Radama. Er waren vier officieren die protesteerden dat Rakotobe de rechtmatige troonopvolger was, dus weigerden ze om Ranavalona als regeerder te erkennen. Hierop werden ze onmiddellijk door omstanders met speren gedood. Na haar kabary liet Ranavalona, in lijn met de koninklijke traditie, haar politieke rivalen doden. Hiertoe behoorden veel van Radama's familieleden, zoals zijn moeder Rambolamasoandro, zijn broer Ratafika en Rakotobe.
Ranavalona's volgende politieke daad was het verbreken van de banden met Groot-Brittannië. Op 28 november 1828 verklaarde Ranavalona het door Radama gesloten Anglo-Merinaverdrag met Groot-Brittannië ongeldig en liet de Britse ambtenaren weten dat ze niet langer welkom waren in haar koninkrijk. De ambassadeur van Groot-Brittannië, Robert Lyall, werd op 25 maart 1829 door de bewaker van Ramahavaly, de sampy van de wraak, beschuldigd van heiligschennis. Volgens de bewaker zou Lyall met zijn paard te dicht bij Ambohimanambola hebben gereden, het dorp dat de sampy Rakelimalaza huisvestte. In Lyalls woning werden slangen losgelaten, de traditionele voltrekkers van de wraak en dienaren van Ramahavaly. Mogelijk als gevolg van een slangenbeet raakte Lyall geestelijk verward. Op deze manier onschadelijk gemaakt werd Robert Lyall vervolgens uit Antananarivo verbannen.
Officieel kon Ranavalona niet gekroond worden zolang de traditionele rouwperiode over Radama nog niet voorbij was. Gedurende twaalf maanden van rouw mochten de Malagassiërs, met uitzondering van de kaste van de andevo (slaven), alleen de hoognodige werkzaamheden verrichten. Op decreet van de ministers werd deze periode echter verkort en eindigde de rouw op 27 mei 1829. Hoewel zij als reden hiervoor de hervatting van het onderwijs door missionarissen aanvoerden, lijkt het slechts een excuus om te kunnen rekruteren voor het leger (waarbij ook leerlingen werden geronseld). Nu was de weg vrij voor de kroning.

### De kroning

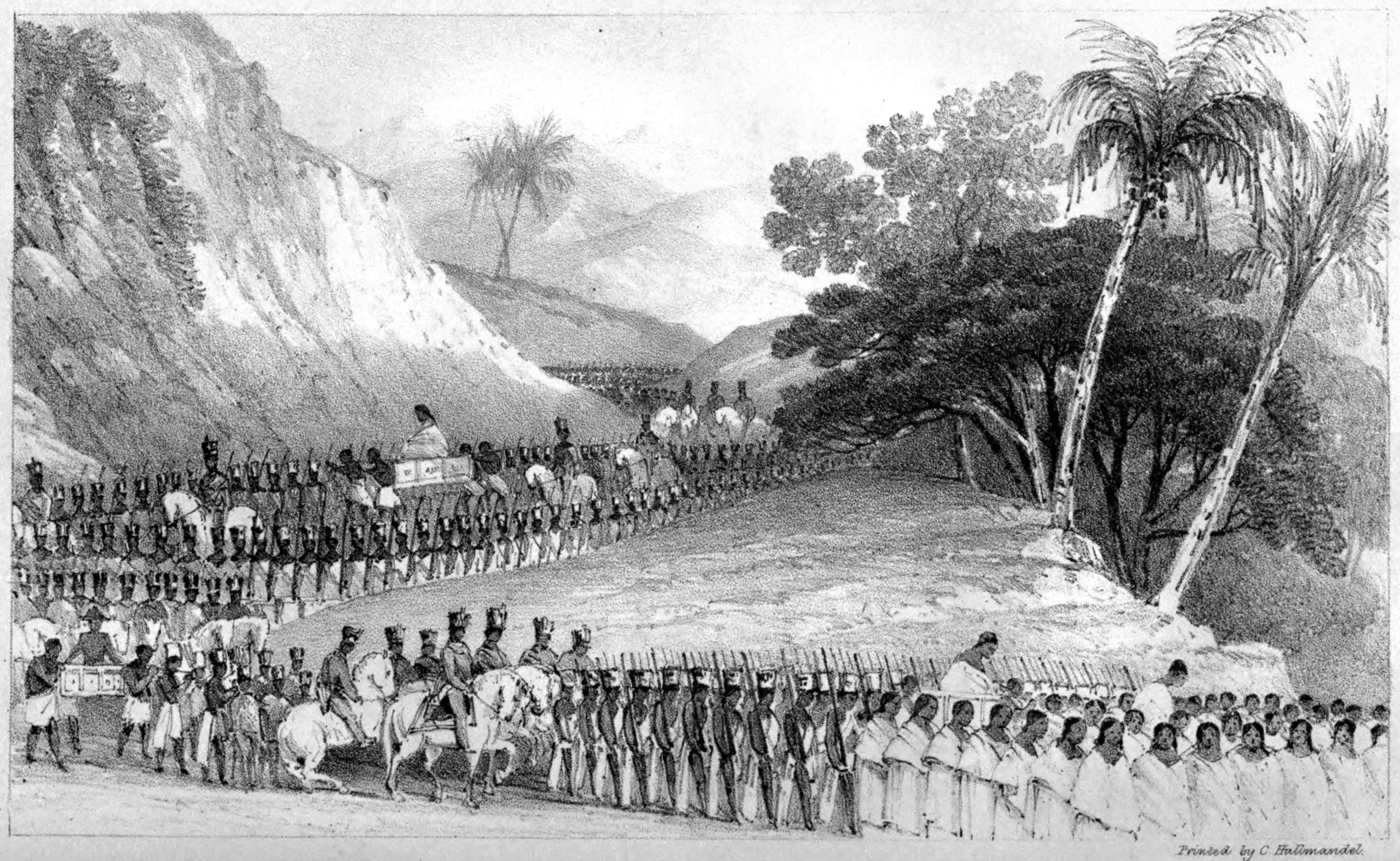
De kroningsoptocht naar de heuvel Andohalo. Rechtsonder is Ranavalona in haar draagstoel te zien, omringd met haar zangeressen en lijfwachten.

Op 12 juni 1829 vond de kroning plaats, wat de avond van tevoren met kanonschoten werd aangekondigd. Ranavalona vertrok met een groot gevolg vanuit de Rova van Antananarivo naar de nabijgelegen heuvel Andohalo. In de optocht, die naar schatting uit 60.000 personen bestond, bevonden zich de overgebleven leden van de koninklijke familie, waaronder Ranavalona's jongere zus Ramasindrazana en haar zoon Ramboasalama. Sakalava-lijfwachten, zo'n 8.000 soldaten en een groot aantal zangeressen maakten ook deel uit van de stoet. Na haar kroning in Andohalo hield Ranavalona een kabary, waarin ze ten onrechte beweerde dat Andrianampoinimerina Radama op de troon wilde zodat Ranavalona hem uiteindelijk op kon volgen.
Ranavalona werd hiermee de eerste vrouwelijke monarch van het koninkrijk sinds 1540. Door haar kroning werd een milieu gecreëerd waarin vrouwen meer respect kregen. Later zouden nog drie vrouwen de troon van het Koninkrijk Madagaskar bestijgen.

## Bestuur

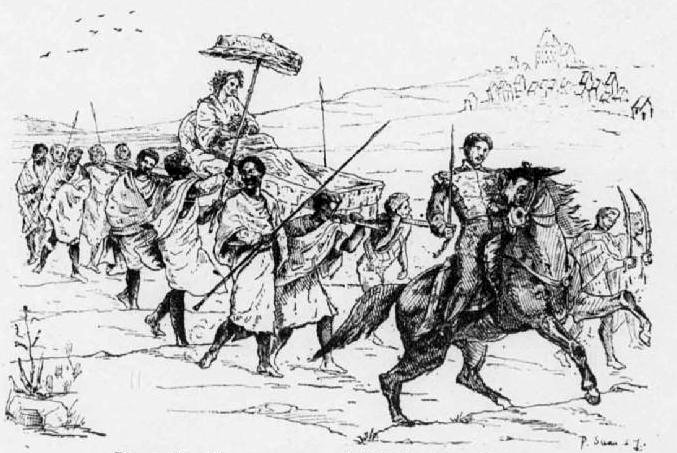
Koningin Ranavalona I in haar filanzana (draagstoel) en haar zoon Rakoto te paard, gravure uit 1895

Net als Radama zette Ranavalona zich in voor de industrialisatie van het Koninkrijk Madagaskar en de verbetering van haar infrastructuur. De politieke bureaucratie, die Radama naar Europees model had laten invoeren, breidde Ranavalona verder uit om haar macht ook in de verder gelegen gebieden te consolideren. De koningin herhaalde meerdere malen tijdens haar eerste regeringsjaren: "Ik zal níéts veranderen wat mijn voorgangers deden, maar ik zal wel méér doen dan zij deden."
Ranavalona's bewindvoering was op andere terreinen juist het tegenovergestelde van die van haar overleden echtgenoot. Hoewel de koningin open stond voor Europese innovaties, had ze een afkeer van de invloed van Europeanen op de denkwijze, cultuur en religie van de Malagassiërs. Voor Ranavalona was het herstellen van de traditionele Merinacultuur een obsessie geworden. Om die reden maakte ze een eind aan het Anglo-Merinaverdrag, alsook aan diverse verdragen met Europese handelsrelaties. De koningin beperkte bovendien de activiteiten van de Britse missionarissen, die zich alleen nog maar met het onderwijs en de industrialisatie mochten bezighouden. Uiteindelijk mochten slechts een handjevol Europeanen in het koninkrijk blijven.
Een typisch kenmerk van het bestuur van koningin Ranavalona was zelfredzaamheid. Deze wist ze te bereiken door de herinvoering van de fanompoana (dwangarbeid als vorm van belasting) en de hulp van enkele Europeanen die onafhankelijk van hun eigen regering opereerden. Dit stelde Ranavalona bovendien in staat om de grenzen van het koninkrijk verder uit te breiden, maar door de vele slachtoffers in de veldslagen en de hoge sterftecijfers onder dwangarbeiders en slaven daalde de totale bevolking van Madagaskar tussen 1833 en 1839 van 5 miljoen naar 2,5 miljoen.

### Residentie

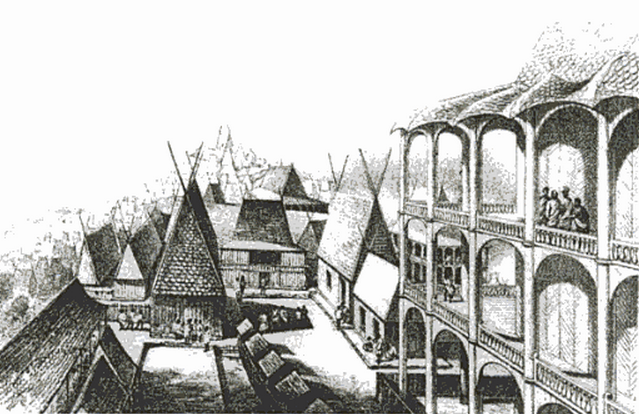
Uitzicht op de Rova van Antananarivo vanuit Ranavalona's houten paleis Manjakamiadana

Ranavalona hechtte veel waarde aan de tradities van de Merina en daarom koos ze ervoor om in de Rova van Antananarivo te blijven wonen. Dit was de residentie van al haar koninklijke voorgangers sinds de regering van Andrianjaka, die deze rova (een koninklijk versterkt complex) liet bouwen op Analamanga, een van de twaalf heilige heuvels van Imerina. Radama I had tijdens zijn regering veel gebouwen in de rova laten zetten die een mix waren van de traditionele architectuur van de Merina en bouwstijlen van andere culturen. Gehecht als Ranavalona was aan de traditionele Merinacultuur was dit uiteraard een doorn in haar oog. Ze besloot daarom een indrukwekkend paleis te laten bouwen in de oorspronkelijke aristocratische bouwstijl van de Merina. Om ruimte te maken voor dit paleis werd het gebied van de rova flink uitgebreid en werden veel oude gebouwen naar andere rova's verhuisd. Een van deze gebouwen was Kelisoa, een woning die Radama I voor zijn concubines had laten bouwen en die nu naar de rova van Ambohimanga werd verhuisd.

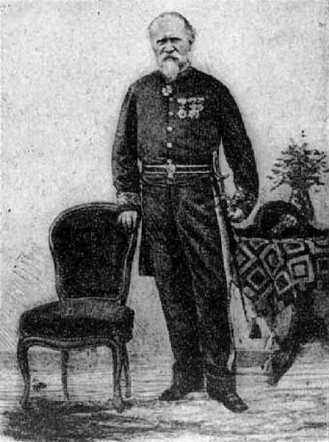
De Franse avonturier Jean Laborde werd door Ranavalona aangesteld als haar persoonlijke ingenieur.

In 1832 hoorde Ranavalona van de schipbreuk die de Franse avonturier Jean Laborde op de kust van het eiland Madagaskar had geleden. Laborde was de zoon van een smid en naar verluidt was hij erg technisch aangelegd. Ranavalona liet de Fransman daarom naar Antananarivo brengen en stelde hem aan als haar persoonlijke ingenieur. Laborde kreeg onder andere de opdracht om het paleis voor Ranavalona te ontwerpen, dat het grootste van de gehele rova moest worden. De bouw van het paleis duurde van 1839 tot 1842 en kreeg de naam Manjakamiadana, een naam die 'Waar het prettig is om te regeren' betekent en eerder was gebruikt voor een paleis van Andrianampoinimerina. Jean Laborde was erin geslaagd om het houten paleis een groot aantal kenmerken van een traditionele Merina-woning te geven. De indeling van de woning was bijvoorbeeld geheel in overeenstemming met de oorspronkelijke Merina-bouwstijl en het dak werd ondersteund door vier hoekpilaren en een traditionele centrale steunpilaar (andry) van 39 meter hoog. Toch had het paleis ook veel westerse kenmerken. Het had bijvoorbeeld drie verdiepingen, was omringd door houten veranda's en had een dak met dakpannen en een groot aantal dakkapellen. Duizenden fanompoana-arbeiders werden aan het werk gesteld om het paleis te voltooien; naar verluidt werden voor het oprichten van de steunpilaren alleen al 25.000 mensen gebruikt.
Antananarivo was de politieke hoofdstad van het koninkrijk, maar het 24 kilometer noordoostelijk gelegen Ambohimanga was dit in religieus opzicht. In de 19e eeuw was deze op een bosrijke heuvel gebouwde vesting een 'verboden stad' en de koningin maakte hier dankbaar gebruik van wanneer ze zich een periode wilde terugtrekken. Om zich te beschermen tegen mogelijke aanslagen van haar vijanden liet ze allerlei voorzieningen treffen. In de eetzaal werd bijvoorbeeld een in haar opdracht gemaakte buffetkast tegenover de ingang geplaatst. Ranavalona at gewoonlijk met de rug naar de deur, maar in de opstaande sierlijst van de kast waren acht spiegels op ooghoogte bevestigd, zodat ze altijd kon zien wat er achter haar gebeurde. Ranavalona liet ook in andere plaatsen residenties bouwen of uitbreiden. In Tsinjoarivo, een plaats die 114 kilometer ten zuidoosten van Antananarivo ligt, liet Ranavalona in 1834 bijvoorbeeld een bestaande rova uitbreiden, zodat hij kon dienen als zomerresidentie voor het koninklijk hof. De rova was gelegen op een hoogte van 1.675 meter en bood een spectaculair uitzicht op de omgeving, met onder andere de beroemde waterval Andriamamovoka. Desondanks maakte Ranavalona slechts drie keer gebruik van deze rova.

### Hofhouding

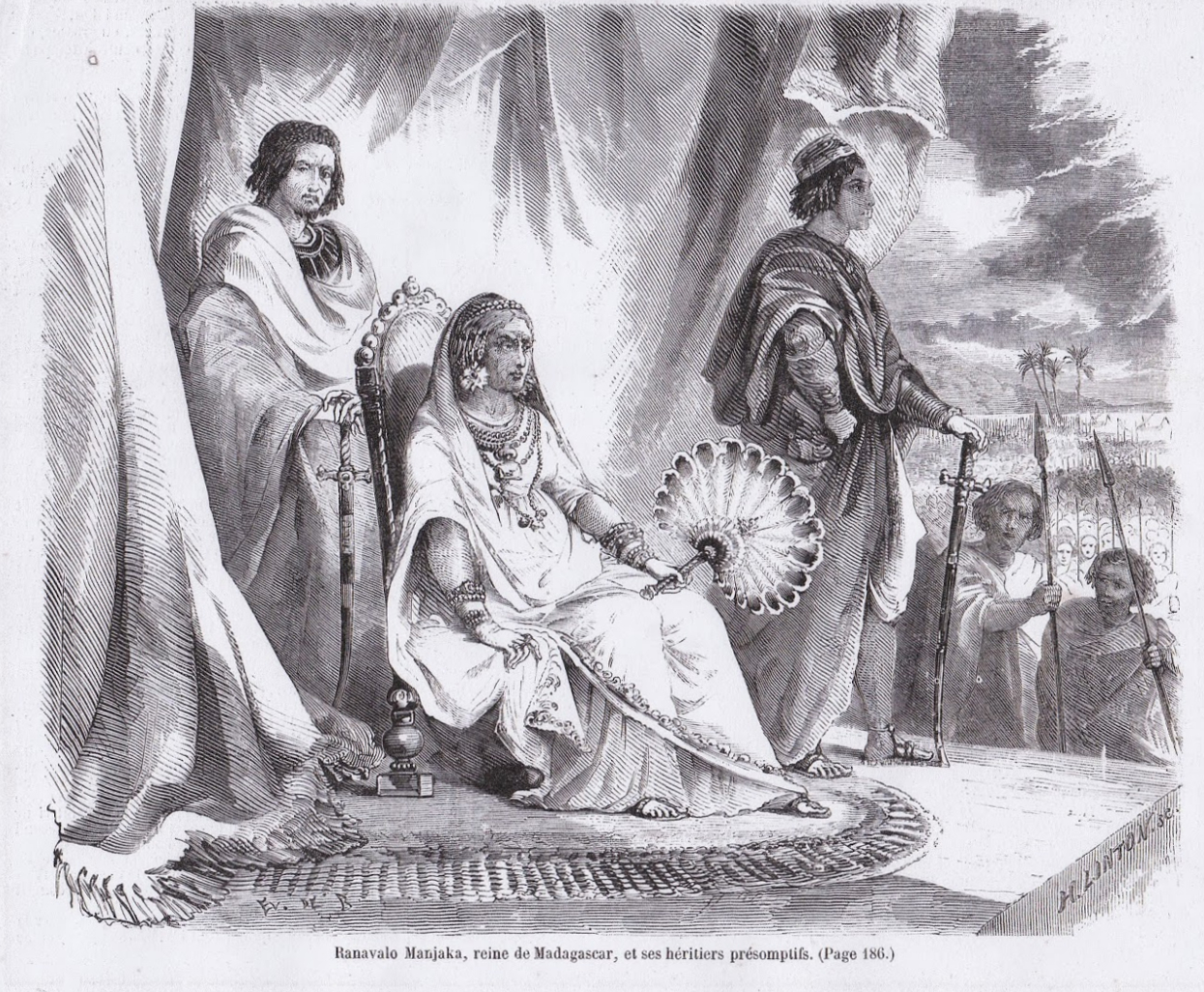
Ranavalona I met haar neef Ramboasalama en prins Rakoto, gravure door H. Linton, ca. 1875

De hofhouding die Ranavalona om zich heen had geschaard waren grotendeels Merina uit Ambohimanga van de kaste van andriana (aristocraten). De ministers, de hoge legerofficieren en de bewakers van de twaalf voornaamste sampy's hadden een grote invloed op Ranavalona en genoten een grote vrijheid aan het hof. Deze vrijheid werd door veel van hen misbruikt voor hun eigen voordeel. De andriana, van oudsher geslepen handelaren, schroomden bijvoorbeeld niet om hun eigen zakenrelaties het monopolie te geven op vrijwel alle handel in het koninkrijk. Uit de premiers en andere belangrijke leden van de hofhouding koos Ranavalona haar minnaars en echtgenoten.
In de eerste regeringsjaren van Ranavalona onderhielden de missionarissen David Griffiths en David Jones nauwe banden met de koningin en haar hofhouding. De meeste missionarissen keurden dit soort informele betrekkingen af en Griffiths en Jones werden door hen bekritiseerd om hun drinkpartijen met de koningin en hun leveringen van geïmporteerde drank aan de hofhouding. Bovendien verdachten ze David Griffiths van een aantal ernstige vergrijpen, waaronder medeplichtigheid aan de verbanning van Robert Lyall.

#### De twee facties
Al tijdens de regering van Radama I hadden zich in de hofhouding twee facties gevormd wiens belangen lijnrecht tegenover elkaar stonden. De progressieve factie bestond voornamelijk uit legerofficieren die Radama hadden gesteund in de invoering van vernieuwingen naar Europees model. Deze vernieuwingen waren echter tegen de zin van de conservatieve factie, waartoe voornamelijk de ministers, rechters en de bewakers van de sampy's behoorden. Zij zagen in dit soort innovaties een bedreiging voor de tradities van Imerina. Toen Ranavalona aan het bewind kwam won de conservatieve factie steeds meer aan macht, maar dit betekende niet dat de progressieve factie geen invloed meer had. Achter de schermen werd nog steeds een verwoede strijd tussen beide partijen gevoerd, met als gevolg dat de koningin regelmatig heen en weer werd geslingerd tussen twee vormen van beleid. Hierdoor maakte Ranavalona vaak onverwachte keuzes.
Sommige leden van Ranavalona's hofhouding hadden in het verleden onderwijs genoten op scholen van het Londens Zendingsgenootschap, waaronder veel leden van de progressieve factie. De tweelingbroers Raombana en Rahaniraka waren bijvoorbeeld opgeleid in Groot-Brittannië. Zij kwamen in 1829 terug naar Madagaskar om aan het hof als persoonlijke secretarissen van Ranavalona te dienen. Raombana hield een gedetailleerd verslag bij van de gebeurtenissen aan het hof, die hij verwerkte in zijn historie van het Koninkrijk Imerina. Uit angst voor ontdekking schreef hij het grootste deel van zijn werken in de Engelse taal.

#### De ministers
Door Ranavalona's wisselende houding ten opzichte van de andriana uit de twee concurrerende facties was er in de eerste jaren van haar regering een groot verloop in de functie van premier. Men vermoedt dat de jonge legerofficier Andriamihaja, die in april 1829 tot premier werd aangesteld, de vader was van Ranavalona's zoon Rakoto (voluit Rakotosehenondradama: 'zoon van Radama'). Op 23 september 1829 beviel Ranavalona van Rakoto in het Imasoandro-gebouw in de Rova van Antananarivo. Het was haar eerste en voor zover bekend haar enige kind en zou haar later opvolgen als Radama II. Hij werd officieel erkend als een zoon van Radama I, ondanks het feit dat deze al meer dan een jaar overleden was.
Als leider van de progressieve factie wilde premier Andriamihaja de verbroken relaties met Europa hernieuwen. De broers Rainimaharo en Rainiharo waren de leiders van de conservatieve factie en zagen in Andriamihaja hun voornaamste vijand. Beide waren bewakers van Rakelimalaza, Ranavalona's favoriete sampy, en drongen bij de koningin aan om op de sampy's te vertrouwen in plaats van op de vernieuwingen die de progressieve factie wilde doorvoeren. Bovendien wilden Rainimaharo en Rainiharo haar overtuigen dat Andriamihaja als leider van deze factie een gevaar was voor het koninkrijk en derhalve gedood moest worden. Mogelijk hadden de broers naast een politiek motief ook een motief van meer persoonlijke aard; volgens Raombana behoorden ze namelijk ook tot Ranavalona's talrijke minnaars. Uiteindelijk wisten Rainimaharo en Rainiharo de koningin over te halen toen zij in een beschonken toestand verkeerde. Ranavalona tekende het doodvonnis van haar minnaar en Andriamihaja werd in september 1830 op beschuldiging van hekserij en verraad in zijn eigen huis gedood.
Na de dood van Andriamihaja nam de macht van de conservatieve factie geleidelijk toe. Rainiharo (ook bekend onder de naam Ravoninahitriniarivo) werd als opvolger van Andriamihaja gekozen en diende als premier van 1830 tot zijn dood in 1852. Hij werd in 1832 bovendien aangesteld als opperbevelhebber van het leger. In 1833 trouwde hij met Ranavalona en werd veldmaarschalk van Ilafy. Rainiharo stierf op 10 februari 1852 en werd begraven in een door Jean Laborde ontworpen graftombe, gelegen in de Rova van Antananarivo. Na Rainiharo's dood volgde zijn liberale zoon Rainivoninahitriniony (ook bekend onder de naam Raharo) hem op als premier. Ranavalona hertrouwde met de veldmaarschalk Rainijohary (ook bekend onder de naam Andrianisa), een invloedrijk lid van de conservatieve factie en bewaker van de sampy Rafantaka. Dit huwelijk hield stand tot Ranavalona's dood. Op 9 april 1862 werd hij verbannen naar Ambohimanga voor zijn aandeel in een complot tegen koning Radama II.

### Religieuze tradities

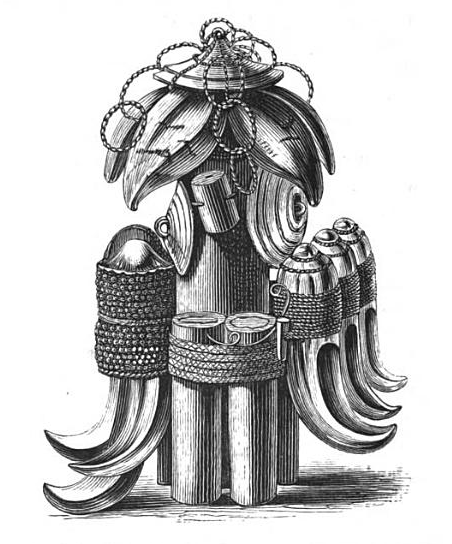
Ranavalona blies de sampy-cultus nieuw leven in. Dit is mogelijk een afbeelding van Ramahavaly, de sampy van de wraak.

Het is ironisch dat de introductie van het christendom zorgde voor een duidelijker identiteit van de animistische religie van de Merina. Voorheen aanvaardde het volk hun religie als vanzelfsprekend, want er waren vrijwel geen andere godsdiensten in de hooglanden; men kenden alleen de islam, die door enkele Antaimoro-schrijvers aan het hof werd beleden. Nu moest het oorspronkelijke wereldbeeld van de Merina echter verdedigd worden tegen de protestante leer van de missionarissen. Om deze reden besteedde Ranavalona extra veel aandacht aan de religieuze tradities van haar koninkrijk, die in hoofdzaak de aanbidding van de razana (geesten van overleden voorouders) betroffen. Volgens de missionaris William Ellis bracht ze soms dagen aan een stuk door met religieuze activiteiten. Ranavalona voerde bijvoorbeeld nieuwe ceremonies in en breidde oude ceremonies uit met de door haar bedachte gebruiken, die een diepere betekenis moesten geven aan de oorspronkelijke symboliek. Ze gaf opdracht om nieuwe afgodsbeelden te maken en een groot aantal oude altaren en andere voorwerpen van aanbidding te restaureren.
Een monarch van Imerina werd door het volk de Andriamanitra hita maso ('de zichtbare god') genoemd en hij was schenker van de Hasina, oftewel de zegen van de razana. Ranavalona leidde als 'zichtbare god' de belangrijkste traditionele rituelen, zoals het nieuwjaarsfestival van de Fandroana ('Koninklijk bad') en het offeren van dieren aan de sampy's en andere afgodsbeelden. Zij liet zich een groot aantal andere titels aannemen, zoals 'Het Grote Meer dat in al het water voorziet', 'de Grote Heerlijkheid', 'Het Oog van God op Aarde' en zelfs Ma Dieu ('Mijn God').
De grootste nadruk werd door Ranavalona op de eeuwenoude sampy-cultus gelegd. Door het aanbidden van sampy's werd zij indirect ook geëerd, sampy's waren namelijk amuletten die de bovennatuurlijke krachten van het koningshuis vertegenwoordigden. Andrianampoinimerina legde tijdens zijn bewind de nadruk op twaalf specifieke sampy's, die hij had veroverd van vijandelijke volken. Het volk geloofde dat deze sampy's de voornaamste beschermers van Imerina waren. Deze waren ondergebracht in speciale gebouwen in de hooglanden, die tegelijkertijd dienden als huisvesting voor hun bewakers, die mpitahiry of mpitondra werden genoemd. Deze sampy-bewakers hadden in hun functie een grote invloed op Ranavalona, aangezien ze als boodschappers van de koninklijke razana functioneerden.

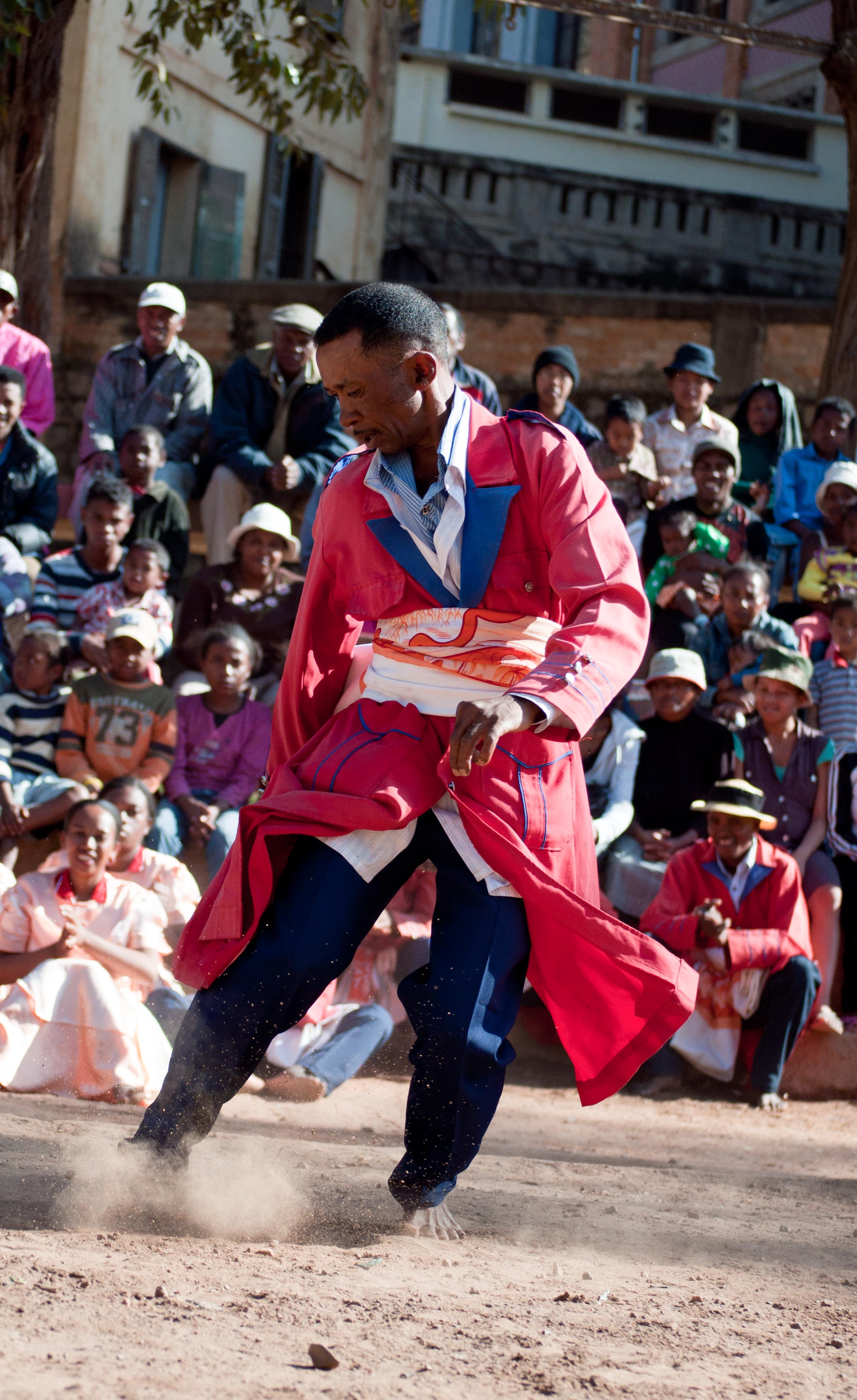
Een hiragasy-danser in 2011, gekleed in een parodie op een Frans legeruniform

### Culturele tradities
Ranavalona besteedde ook veel aandacht aan het in stand houden van Imerina's culturele tradities. Zo moest onder haar bewind de traditionele Merina-architectuur zoveel mogelijk gehandhaafd worden en maakte de koningin zelfs wetten waarin werd bepaald op welke wijze woningen gebouwd moesten worden.
Dankzij Ranavalona's bewind maakte de traditie van de hiragasy een grote opleving. De hiragasy waren rondtrekkende Merina-muzikanten, die verspreid over het eiland voorstellingen gaven met traditionele muziek, dans en kabary, wat Malagassisch is voor 'de kunst van het spreken'. Ranavalona liet geregeld hiragasy-voorstellingen geven aan Europese bezoekers, om hen duidelijk te maken hoe zeer zij gehecht was aan haar eigen cultuur. Sommige Europeanen werden tijdens deze voorstellingen zo in vervoering gebracht dat ze spontaan mee gingen dansen. De hiragasy verwerkten later parodieën op deze Europese dansstijlen in hun uitvoeringen.
Volgens de traditie van Imerina hielden haar vorsten met grote regelmaat hun politieke toespraken in de vorm van kabary. Dankzij de bijeenkomsten waarin deze toespraken werden gehouden bleef het contact tussen de vorst en het volk behouden en veel vorsten verwierven grote populariteit met hun vaardigheid in het spreken. Kabary was een belangrijk onderdeel van het onderwijs dat jonge prinsen aan het hof kregen, maar de prinsessen kregen onderwijs van een heel ander kaliber. Hierdoor had Ranavalona geen ervaring opgedaan in het spreken van kabary, waarschijnlijk had ze zelfs nooit leren lezen en schrijven. Ondanks het feit dat ze gesteld was op tradities en aanzien bij het volk kwam het maar zelden voor dat Ranavalona in het openbaar een kabary sprak. In plaats daarvan gaf ze er de voorkeur aan om de kabary aan secretarissen als Raombana te dicteren en deze voor te laten lezen door haar legerofficieren.

### De kaste van dehova

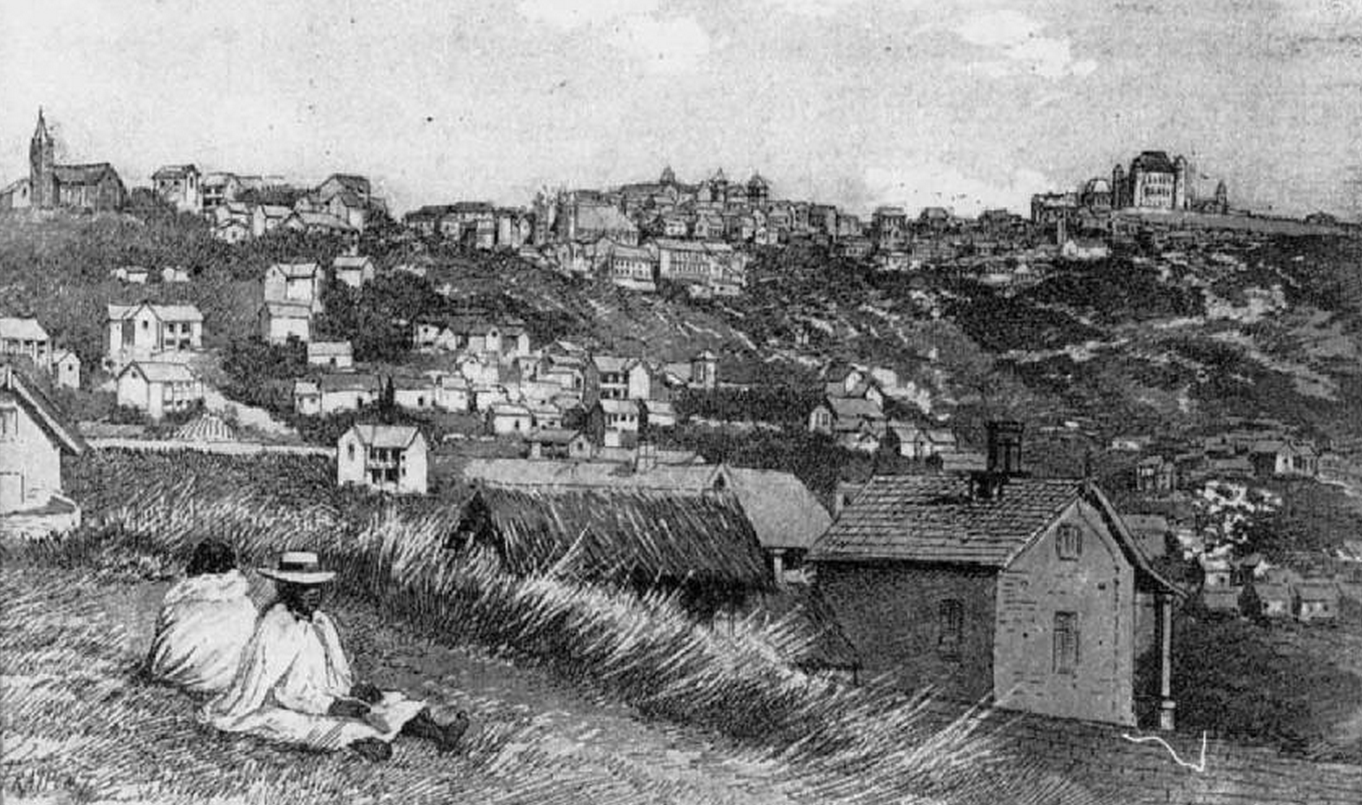
Hova (vrije burgers) rusten uit in een veld met uitzicht op Antananarivo (1860).

Doordat Ranavalona en de andriana veel oude tradities voor hun eigen voordeel gebruikten, werd er een zware last gelegd op de schouders van de hova, de kaste van de vrije burgers. Terwijl de hova vroeger vrijwillig dieren uit hun veestapel aan het koningshuis gaven voor een ritueel offer, werd hun vee nu zonder opgaaf van reden door ministers en legerofficieren in beslag genomen. Leengebieden waren voorheen enkel formeel eigendom van het koningshuis, maar werden nu door Ranavalona als privé-eigendommen aan de andriana uitgedeeld. Traditioneel was fanompoana een manier om door middel van geheiligd werk voor de Merina-vorst de razana te eren, maar Ranavalona maakte veelvuldig misbruik van deze vorm van belasting en stelde bovendien de dienstplicht in als een onderdeel ervan. Diegenen die weerstand boden tegen Ranavalona's bepalingen werden beschuldigd van opruiing, een aanwijzing dat de beklaagde mogelijk een mpamosavy was, een tovenaar of heks. De verwrongen kijk op de oude Merina-tradities droeg bij aan de afkeer ervan en de stijgende populariteit van de christelijke leer, aangezien deze de rechtmatigheid van dergelijke vormen van gedwongen godsdienst ondermijnde.
Personen die werden verdacht van misdrijven als diefstal, opruiing, hekserij en bekering tot het christendom werden meestal berecht door middel van het tangena-oordeel. Dit was een traditionele methode om de schuld van vermeende zondaars te bewijzen en is te vergelijken met de Europese heksenwaag. Dit oordeel werd voor het eerst beschreven in 1817 door James Hastie, een leraar aan het hof van Radama I. Iemand die werd verdacht van een misdrijf kreeg een gerecht te eten dat bestond uit drie stukken kippenhuid, rijst en gemalen steenvruchten van de tangena, een lokale plant die zo giftig is dat twaalf van haar zaden voldoende zijn om een volwassen hond te doden. Vervolgens moest de verdachte een grote hoeveelheid water drinken, zodat het gerecht gedeeltelijk werd uitgebraakt. Wanneer alle drie stukken kippenhuid tevoorschijn kwamen was de verdachte onschuldig, maar als dit niet het geval was werd hij geëxecuteerd. Volgens de secretaris Raombana werd het oordeel in de ogen van de Merina in werkelijkheid voltrokken door de razana en stelden zij grote waarde aan de uitkomst. Regelmatig kwam het echter voor dat de verdachte stierf als gevolg van het gif, of hij nu 'schuldig' was of niet.

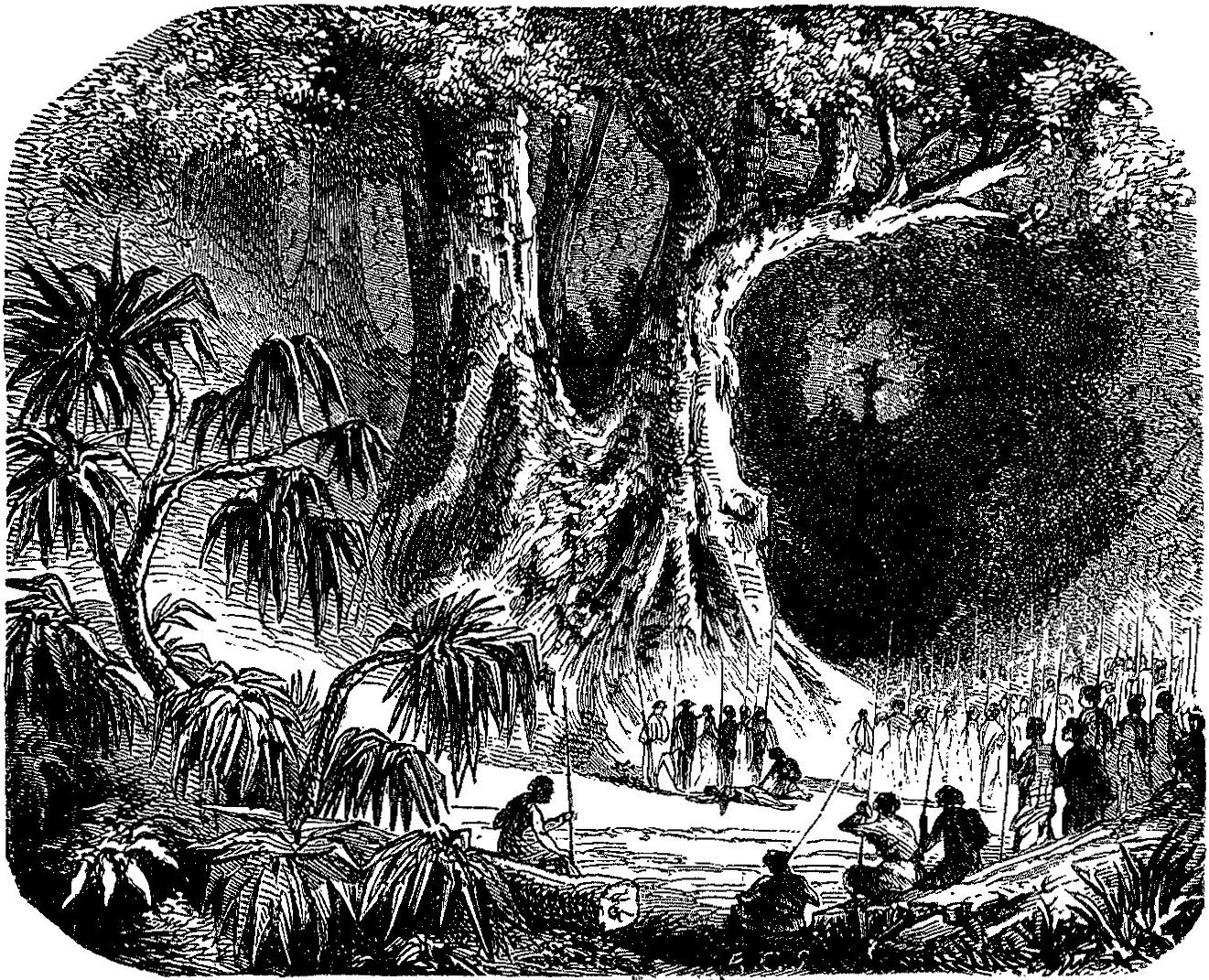
19e-eeuwse impressie van een tangena-oordeel

James Hastie slaagde erin om Radama te overtuigen van de onmenselijkheid van deze maatregel, waarop de koning liet bepalen dat er voortaan honden werden gebruikt als vertegenwoordiger van de verdachte. Koningin Ranavalona negeerde deze bepaling en liet het tangena-oordeel met grote regelmaat toepassen. Diegenen die schuldig werden verklaard mochten niet in het familiegraf begraven worden, wat een enorme schande is voor de Malagassiërs. Volgens schattingen stierven twintig tot vijftig procent van de verdachten aan de gevolgen van het gif en bedroeg het totaal aantal tangena-slachtoffers tijdens Ranavalona's regering tussen de 200.000 en 400.000 personen. Personen die schuldig werden bevonden en het oordeel overleefden werden bestraft met de marteldood. Tijdens haar regering toonde Ranavalona een grote inventiviteit in executiemethodes; veroordeelden werden in stukken gehakt, in zakken genaaid of vastgebonden aan een paal, om vervolgens met kokend water te worden overgoten. Het aantal executies bereikte een hoogtepunt in 1838, waarbij naar verluidt ongeveer 20% van Imerina's populatie werd gedood.

### De kaste van deandevo
Het sterftecijfer onder de fanompoana-arbeiders was zo hoog, dat er in de hooglanden steeds meer gebruikgemaakt werd van slaven (andevo). Met het verbreken van het Anglo-Merinaverdrag was Ranavalona niet langer gebonden aan het verbod op de slavenhandel die erin stond opgenomen. Naar schatting werden 250.000 geïmporteerde Afrikaanse slaven in de periode van 1821 tot 1850 naar Imerina gehaald. Deze slaven kostten echter geld, dus werd het tekort aan arbeidskrachten verder aangevuld door leden van overwonnen volkeren, die als slaven naar de hooglanden werden gezonden. Hierbij hielden de soldaten geen rekening met familiebanden en zo werden hele gezinnen uit elkaar gerukt. Rond 1855 schreef Ranavalona's secretaris Raombana hierover het volgende:

Mothers are separated from their tender offspring and other relations, as they are divided and distributed amongst different masters, and are thus taken into different parts of the country where they never discover one another again, with very few exceptions.
An officer who is a real christian informed me that the pains in hell could not be more than the pains suffered by these unfortunate people in being seperated from one another to be taken away to their different masters. Their cries, their weepings and their lamentations, said the above Christian, is such as almost sufficient to raise the dead from their graves for to take their parts.
(Moeders worden gescheiden van hun dierbare kinderen en andere bekenden, omdat ze worden verdeeld en verstuurd naar verschillende meesters in verschillende delen van het land, waardoor ze elkaar nooit meer zien, op een paar uitzonderingen na. Een officier die een ware christen is, vertelde me dat de pijn doorstaan in de hel niet erger kan zijn dan de pijn die deze ongelukkige mensen voelen als ze van elkaar gescheiden en weggevoerd worden naar hun verschillende meesters. Hun kreten, hun huilen en hun klaagzangen, zei de voornoemde christen, zouden bijna de doden uit hun graven opwekken om hun plaats in te nemen.)
—  Raombana, Annals

Men schat dat tijdens Ranavalona's regering ongeveer 200.000 krijgsgevangenen tot slaaf werden gemaakt. In dit aantal zijn echter niet de hova inbegrepen die in slavernij gingen omdat ze een overtreding begingen. In 1828 liet Ranavalona bijvoorbeeld een wet maken waarin werd bepaald dat een Malagassiër die een grenssteen van het koninklijk grondgebied verplaatste met slavernij werd gestraft. Ondanks het feit dat ze zelf op grote schaal aan ontbossing deed, liet Ranavalona bovendien een wet maken waarin het kappen of verbranden van wouden op straffe van slavernij werd verboden. Andere misdaden die voor deze straf in aanmerking kwamen waren onder andere het stelen van een grafsteen, het gebruiken van valse gewichten, het verspreiden van vals geld, het niet terug betalen van een lening en het afleggen van een valse getuigenis. In de meeste gevallen werden alle leden van het gezin van de overtreder tot slaaf gemaakt. Bovendien werd hun land afgenomen en werd daarmee hun vermeende zegen van de razana verspeeld.
De overvloed aan slaven was in de jaren 40 zo groot, dat ongeveer 80 procent van alle Merina-huishoudens de beschikking hadden over enige vorm van slavenarbeid. Het werk van de slaven bestond voornamelijk uit spinnen, weven, water dragen, kleren wassen en werken in de rijstvelden. De rijkere andriana hadden slaven als huisknecht of concubine. Als een welgestelde Merina iets overkwam, werd de schuld al snel bij hun slaven gezocht. Toen Ranavalona's nicht Andriantsovatra bijvoorbeeld stierf aan kinkhoest, liet Ranavalona een groot deel van Andriantsovatra's slaven het tangena-oordeel ondergaan, waarna velen als mpamosavy werden veroordeeld en vervolgens geëxecuteerd.

### Het koninklijk leger

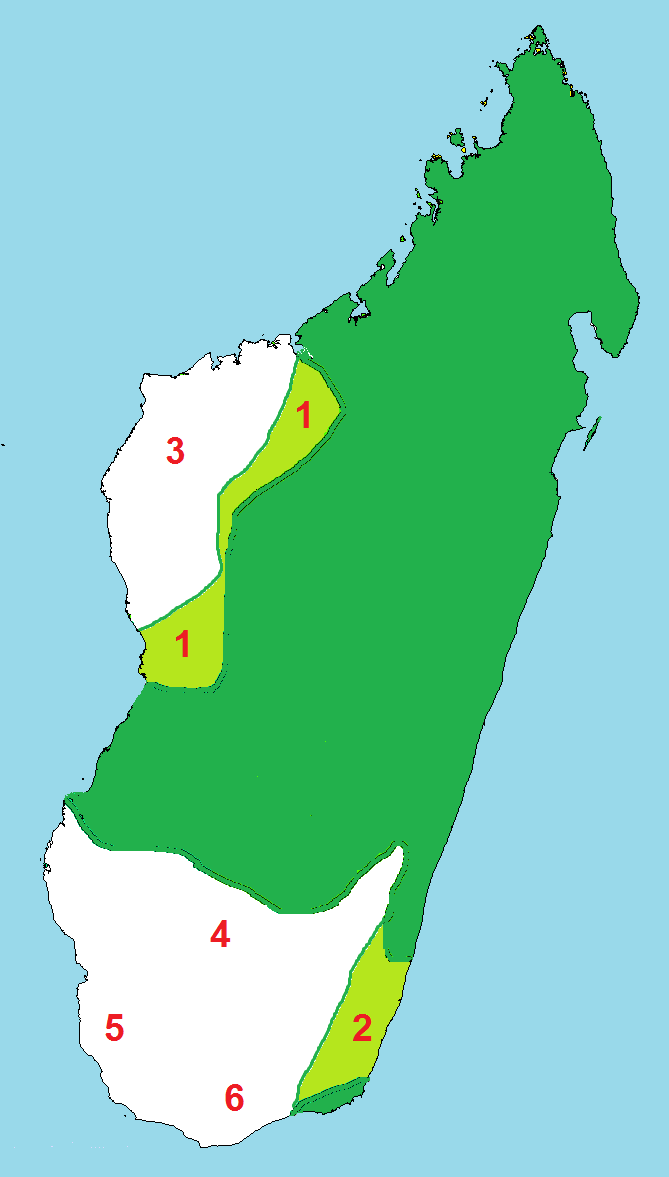
Koninkrijk Madagaskar in 1828
Uitbreidingen tot 1840
----

Het koninklijk leger was tijdens het bewind van Radama I georganiseerd en opgeleid met de hulp van Groot-Brittannië, die het bovendien voorzag van wapens en munitie. Na het verbreken van het Anglo-Merinaverdrag maakte Ranavalona de dienstplicht tot een onderdeel van de fanompoana en breidde zo het leger uit naar een gemiddeld aantal tussen de 20.000 en 30.000 soldaten.
Het leger deed een groot aantal invallen in de kustgebieden die nog niet onderworpen waren en slaagde erin om de grenzen van het Koninkrijk Madagaskar wat verder uit te breiden. Zo namen ze het grondgebied van de Tanala in en een aanzienlijk deel van het machtige Sakalava-koninkrijk. Ondanks de herhaalde militaire expedities van Ranavalona's leger slaagden ze er echter niet in om het grondgebied van de Antandroy, de Bara en de Mahafaly te veroveren. Deze drie volken in het uiterste zuiden van Madagaskar bleven onafhankelijk gedurende heel de periode van de Merina-heerschappij. De enige twee volken die niet in opstand zijn gekomen tegen Ranavalona's overheersing waren de Betsileo en de Betsimisaraka. Zij kregen van de koningin een betrekkelijke mate van vrijheid en werden bestuurd door vazalkoningen uit hun eigen volk.
Tijdens de 33 jaar van Ranavalona's regering maakte het koninkrijk een betrekkelijk kleine groei, zeker in vergelijking met de regeringsperiode van haar twee voorgangers, Andrianampoinimerina en Radama I. Toch waren haar militaire successen niet summier te noemen, aangezien het leger succesvol de grenzen van het koninkrijk wisten te verdedigen en talrijke opstanden in het koninkrijk neersloegen. Roverbendes en hele volken trachtten zich te onttrekken aan Ranavalona's bewind, zoals de Antaisaka en de Antaifasy in 1852. Na de opstand in dit jaar werden de strijders van deze twee volken door Ranavalona's leger gedood en werden hun vrouwen als slaven naar de hooglanden gezonden.
In de periode tussen 1816 en 1853 (waar dus ook de regeringsperiode van Radama I onder viel) werden ongeveer 60.000 vijandelijke Malagassiërs gedood in de strijd. Bovendien stierven velen aan de hongersnood, een gevolg van Ranavalona's beleid om veroverde gebieden plat te laten branden.
Maar ook in het koninklijke leger waren er tegenslagen, waardoor een groeiende onvrede onder de soldaten ontstond. Ze werden niet betaald, moesten met wapens van inferieure kwaliteit vechten en waren gedemoraliseerd door de tientallen jaren van continue strijd. Het sterftecijfer onder de soldaten was bovendien erg hoog, in de periode van 1820 tot 1853 werd het aantal soldaten die in de strijd werden gedood geschat op ongeveer 160.000 man. Daarnaast stierven ook veel Malagassische soldaten in de kuststreken van het eiland aan malaria. Aangezien malaria weinig voorkwam in de hooglanden hadden de meeste soldaten geen enkele weerstand tegen deze ziekte opgebouwd.

## Economische onafhankelijkheid
Gedurende Ranavalona's bewind hadden twee Europese mogendheden belangen bij de inname van Madagaskar. Frankrijk had kolonies gesticht op Réunion en andere eilanden rond Madagaskar en zocht naar een manier om vanuit hier vestigingen op Madagaskar te plaatsen. Groot-Brittannië, die in 1810 een kolonie had gesticht op het nabijgelegen eiland Mauritius, had een groot belang bij een veilige handelsroute naar India en wilde daarom Frankrijks pogingen verhinderen door zelf de heerschappij over het eiland te krijgen. Beide landen hadden tijdens de regering van Radama I een grote invloed op Madagaskar gekregen, maar kort na haar troonsbestijging nam Ranavalona haar maatregelen om deze invloed tot een minimum te beperken.
Volgens historici was Ranavalona's keuze om de banden met Europa te breken niet zozeer aan fanatisme te wijten, maar veeleer aan economische overwegingen. In het door Ranavalona verbroken Anglo-Merinaverdrag was bijvoorbeeld onder andere het verbod op de slavenhandel opgenomen, maar dit was voor haar een lucratieve inkomstenbron die haar meer geld opbracht dan Groot-Brittannië haar kon uitkeren. Aangezien het Londens Zendingsgenootschap een niet-confessionele organisatie was en bovendien een groot nut had voor het koninkrijk, mochten de missionarissen in eerste instantie blijven.

### Aanvallen op de oostkust

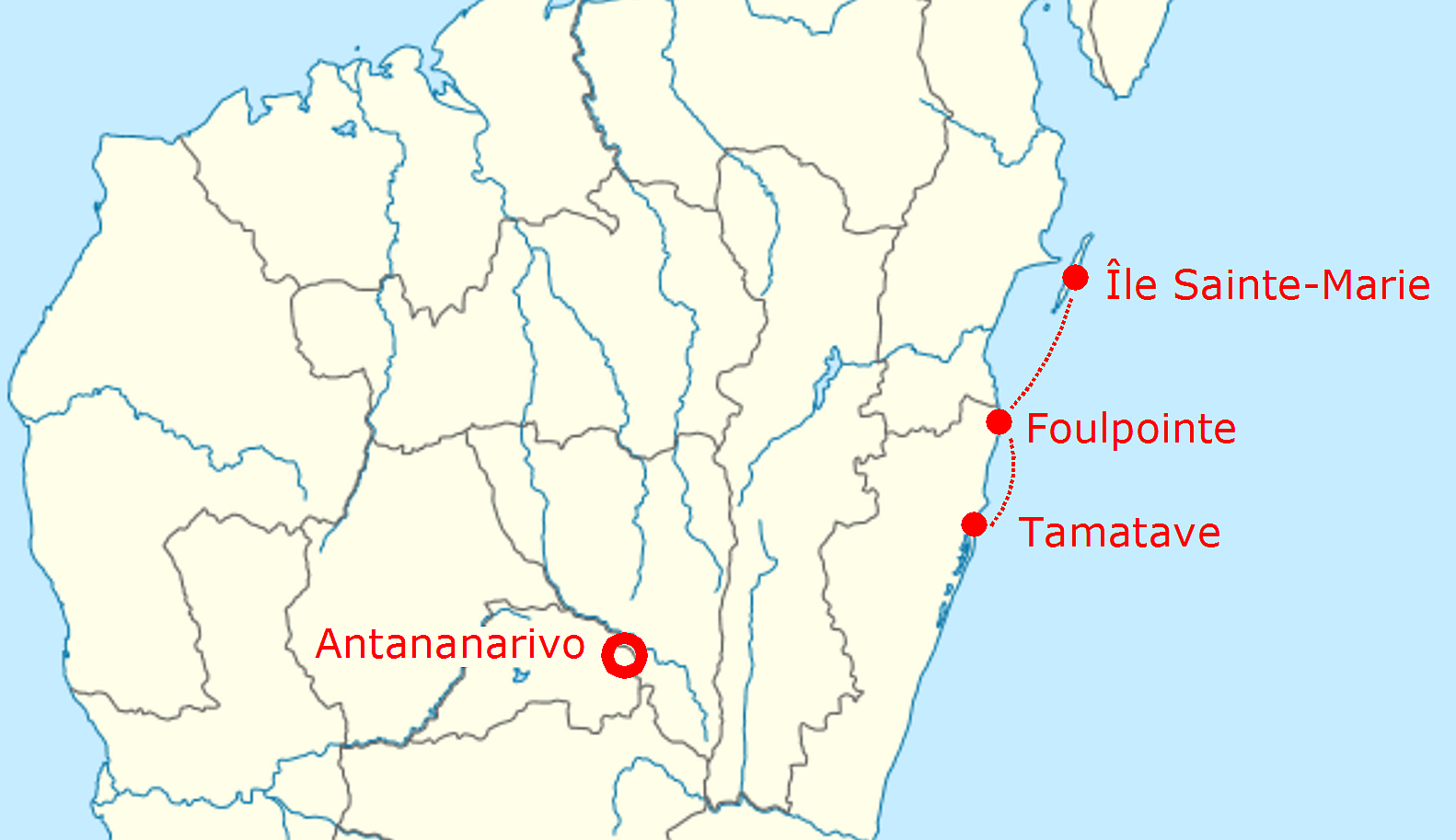
Route van de Franse vloot

Het koninklijke leger had in de eerste jaren van Ranavalona's bewind een groot tekort aan wapens en munitie. Dit nieuws bereikte koning Karel X van Frankrijk en zag de mogelijkheid om een bres te slaan in Madagaskars verdediging. In 1829 bereikte een vloot van zes oorlogsschepen de oostkust van Madagaskar en op 14 oktober opende ze het vuur op Tamatave (Toamasina), Madagaskars belangrijkste havenstad. Nadat de vloot een groot aantal woningen had vernietigd, koerste ze naar het nabijgelegen dorp Ivondro, waar de Franse soldaten op 17 oktober een groot aantal Malagassiërs doodden. Het volgende doelwit was het fort van Foulpointe. Hier stuitte het Franse leger echter op het koninklijke leger van Ranavalona en werd verdreven.
De Franse vloot zette vervolgens koers naar Île Sainte-Marie, een eiland net buiten de kust, waar ze werd opgewacht door een delegatie diplomaten uit Antananarivo. Er volgden onderhandelingen die dagenlang duurden, zodat de soldaten hun kamp moesten opslaan op het eiland. Het lange verblijf had een catastrofaal gevolg voor het Franse leger; in de kuststreken van Madagaskar kwam malaria veel voor en een groot aantal soldaten stierf aan deze ziekte. Eindelijk werd een overeenkomst opgesteld waarbij het de Fransen zou worden toegestaan om handel te drijven met het Koninkrijk Madagaskar en trok de vloot in november 1830 terug naar Frankrijk. Toen Ranavalona de overeenkomst echter onder ogen kreeg, weigerde ze het te tekenen. Lodewijk Filips I volgde Karel X in 1830 op en ontkende dat Frankrijk ooit bevel had gegeven voor een aanval op Madagaskar.
De Franse invasies bewogen Ranavalona ertoe om een groot aantal offers aan de sampy's te brengen en ze om raad te vragen, in het bijzonder aan Rafantaka, de sampy uit Ambohimanga. Volgens hun bewakers verlangden de sampy's dat Ranavalona haar volk nog strenger zou aanpakken en vaker gebruik zou maken van het tangena-oordeel. Ranavalona willigde dit verzoek in en maakt hierbij geen onderscheid tussen hoge officieren en gewone dwangarbeiders. Het voltrekken van deze oordelen resulteerde in de dood van honderden Malagassiërs. In 1834 gaf Ranavalona opdracht om stenen versterkingen rond Tamatave en Foulpointe te bouwen.

### Industrialisatie
De Britse missionarissen van het Londens Zendingsgenootschap speelden een grote rol in de industrialisatie van Madagaskar. Vanaf 1826 onderwees de missionaris James Cameron diverse ambachten op de missionarisscholen en liet hij fabrieken bouwen die hout, metaal, leer en katoen verwerkten tot kleding, machines, ijzerwaren en andere nuttige voorwerpen. Het was echter tegen het beleid van het Londens Zendingsgenootschap om fabrieken op te laten richten die wapens en munitie produceerden. Door de vele militaire expedities kwam hier echter steeds meer behoefte aan.

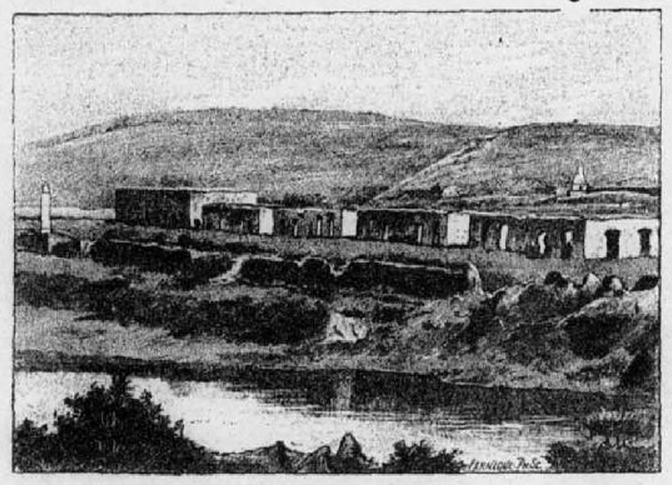
De ingenieur Jean Laborde liet vijf fabrieken bouwen in Mantasoa.

Nadat Ranavalona in 1832 Jean Laborde had aangesteld als haar ingenieur, gaf ze hem opdracht om de infrastructuur op het eiland te verbeteren en om fabrieken te bouwen die voornamelijk wapens zouden produceren, maar ook andere producten die voorheen vanuit Europa werden geïmporteerd. In Mantasoa, een plaats die ongeveer dertig kilometer ten oosten van de hoofdstad lag, liet Laborde vijf fabrieken bouwen. De omgeving hier was bosrijk, de grond bevatte veel ijzererts en er waren veel watervallen die Laborde kon gebruiken als energiebronnen. Binnen een jaar produceerden de eerste fabrieken voornamelijk musketten, kanonnen en buskruit, maar ook cement, gereedschappen, watermolens, geblazen glas, kandelaars, weefgetouwen, zijde en katoen. Er werden fanompoana-arbeiders en slaven naar deze fabrieken gestuurd en in de productiefste jaren werkten er gemiddeld 5.000 werkkrachten. Vlak bij de fabriek liet Laborde een luxueus buitenverblijf bouwen waar hij koningin Ranavalona en haar hofhouding kon ontvangen. Tijdens hun verblijf werden Laborde's gasten vermaakt met stierengevechten en hiragasy.
De Fransman Napoléon Delastelle had zich permanent in Madagaskar gevestigd nadat hij een handelsovereenkomst met Radama I had gesloten. Toen Ranavalona de troon besteeg moest Delastelle haar overtuigen dat hij geen banden had met de Franse regering en kreeg zo zijn contract vernieuwd. In dit contract was onder andere opgenomen dat Delastelle het monopolie had op de productie en verkoop van rum. Dit was erg gunstig voor hem, daar rum een geliefd product aan het koninklijk hof was, in het bijzonder bij Ranavalona. Ze werd in 1845 door een verslaggever van het Britse nieuwsblad The Times beschreven als een "wijze vrouw", maar desondanks "constant dronken". Behalve grote hoeveelheden rum, ongeveer 1.200 tonnen per jaar, produceerde Delastelle ook suiker en andere luxeartikelen voor de andriana. In het district Midongy in het zuiden van het eiland plantte hij een groot aantal exotische gewassen zoals kokospalmen, koffieplanten, kaneelbomen, vanille-orchideeën en een groot aantal fruitbomen.

### Toename van onrusten
Laborde's fabrieken dekten gedeeltelijk het tekort aan wapens en munitie, maar het ontbreken van de voormalige Europese hulp bleef een groot gemis. Dit werd vooral ondervonden toen het aantal onrusten in het koninkrijk hand over hand toenam. Door de invoering van de fanompoana en door onteigening van hun eigendommen zochten veel Malagassiërs hun heil in de struikroverij. Zij zochten een onderkomen in de dichte wouden op het eiland en onderhielden zich door reizigers te overvallen en door vee te stelen dat zich te dicht aan de randen van de wouden begaf. In de zomer van 1835 werd een groot aantal soldaten over het eiland gestuurd om het aantal struikrovers terug te dringen. In september van hetzelfde jaar werden ongeveer tweehonderd bandieten geëxecuteerd, maar desondanks bleef het aantal bendes groeien en was het niet langer veilig om ongewapend door Madagaskar te reizen.
In 1836 verslechterde de toestand nog meer toen Ranavalona een wet liet uitvaardigen waarin werd bepaald dat haar onderdanen geen geschoold werk meer mochten uitoefenen, behalve voor haarzelf en de andriana. Boeren mochten hun rijst enkel aan de andriana verkopen, waardoor in diverse delen van Madagaskar hongersnood uitbrak. Als gevolg hiervan nam het aantal roversbenden nog meer toe en veel volken aan de kust kwamen in opstand.

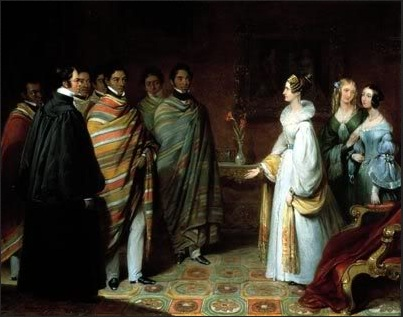
Ontvangst van de Malagassische delegatie door de Britse koningin Adelheid van Saksen-Meiningen

Het koninklijk leger leed grote verliezen en de behoefte aan militaire hulp werd steeds groter. In een poging om een nieuw bondgenootschap aan te gaan stuurde premier Rainiharo in 1836 zes gezanten naar Groot-Brittannië, waar ze op 1 maart 1837 ontvangen werden door koning Willem IV en zijn vrouw Adelheid van Saksen-Meiningen. De Malagassische delegatie had als doel een handelsverdrag tot stand te brengen waarin werd bepaald dat hun koninkrijk vee, rijst en andere exportproducten zou leveren in ruil voor kleding, rum en militaire hulp. De Britse regering had echter gehoord van de vele executies in Madagaskar en had haar misnoegen geuit over de barbaarse manier waarop Ranavalona haar koninkrijk bestuurde. Toen de conferentie op 19 maart eindigde had het geen enkel resultaat geboekt. De zes gezanten brachten nog een kort bezoek aan de Franse regering in Parijs, maar de onderhandelingen daar hadden even weinig resultaat.
Ondertussen bleven de onrusten in het Koninkrijk Madagaskar gestaag groeien. De hongersnood bereikte een hoogtepunt in 1837 en steeds meer volken kwamen in opstand. Tussen juli 1836 en maart 1837 werden volgens William Ellis 1.016 Malagassiërs geëxecuteerd die waren beschuldigd van criminele activiteiten.

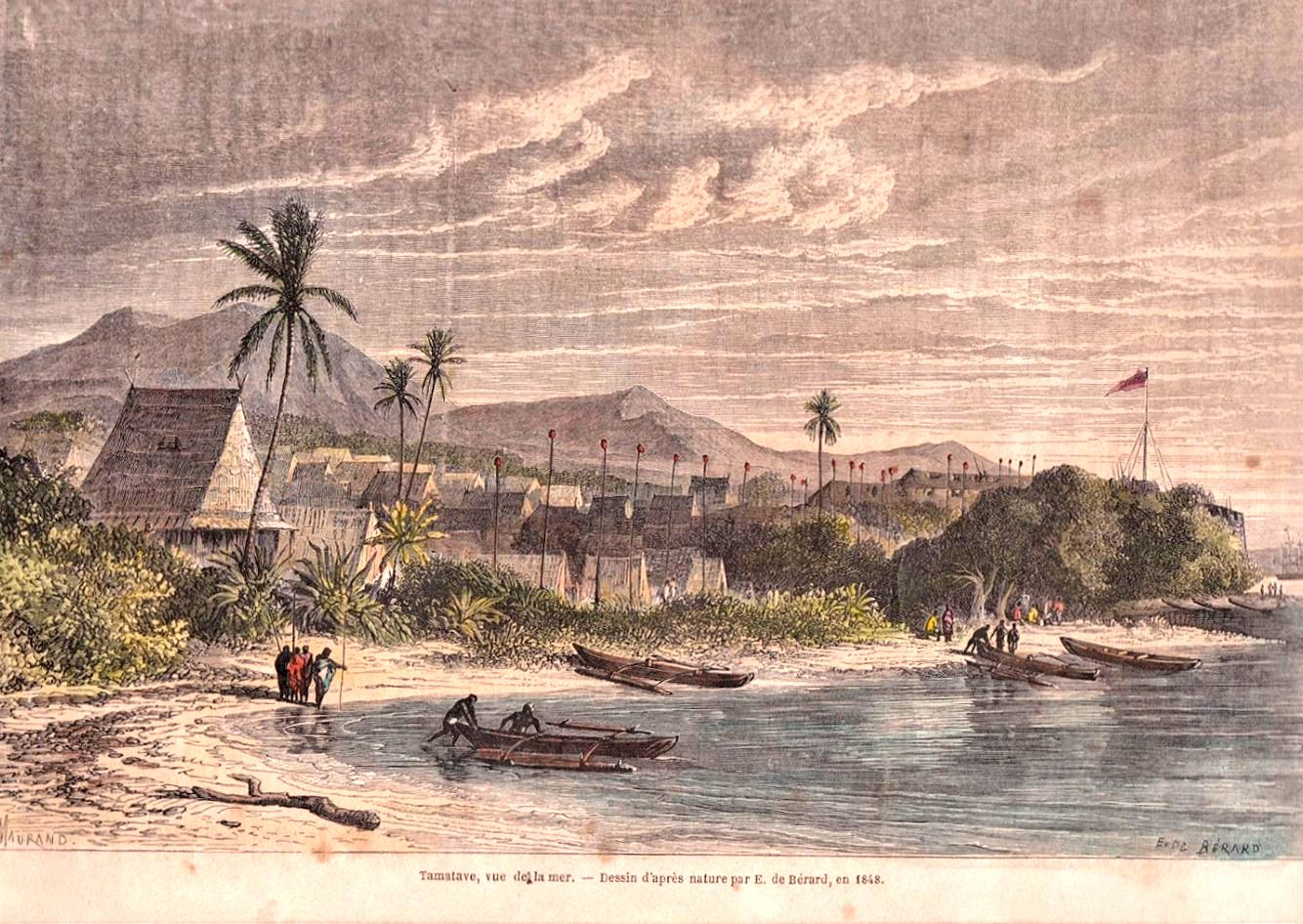
De havenstad Tamatave, gravure uit 1848

### Tweede aanval op Tamatave
In 1845 werden alle buitenlanders middels een proclamatie van koningin Ranavalona voor de keus gesteld om het Koninkrijk Madagaskar te verlaten of zich te laten naturaliseren. Dit laatste zou voor hen onder meer betekenen dat ze fanompoana-arbeid moesten gaan verrichten en geen handel meer mochten drijven. Frankrijk en Groot-Brittannië hadden allebei grote belangen bij de handel die in Tamatave werd gevoerd en daarom bundelden ze hun krachten om deze havenstad opnieuw aan te vallen. Het Britse fregat HMS Conway en twee Franse oorlogsschepen beschoten de stad met kanonnen, waarna een Franse en een Britse groep soldaten het fort van Tamatave bestormden. Door de grote onderlinge wedijver tussen de Franse en Britse soldaten verliep de bestorming echter zo chaotisch dat ze op een mislukking uitliep. Veel Europese soldaten werden gedood, waarna hun hoofden aan palen werden gespietst. Ranavalona wilde op deze manier de onoverwinnelijkheid van haar koninkrijk demonstreren.
Na deze mislukte veldslag verbraken Frankrijk en Groot-Brittannië alle resterende banden met het Koninkrijk Madagaskar en eisten bovendien een schadevergoeding van £3.125. Europese handelaren die zich in Mauritius hadden gevestigd betaalden dit bedrag uiteindelijk in 1853, zodat de handel tussen hen en het eiland weer kon worden toegelaten.

## De christenvervolgingen
In Radama's laatste jaren was zijn houding tegenover de werkzaamheden van de missionarissen veranderd. Hij wilde dat zij zich bezighielden met het bouwen van fabrieken en het onderwijzen van zijn onderdanen, in plaats van het verspreiden van hun christelijke leer. Uiteindelijk werd het de Malagassiërs verboden om zich te laten dopen of om kerkdiensten bij te wonen. De scholen werden door Radama persoonlijk gecontroleerd, waarbij hij toezag dat christelijke leerstellingen niet meer werden onderwezen en geen kerkelijke lectuur meer werd gebruikt voor de taallessen. Toen Radama stierf waren er ongeveer honderd door de missionarissen gebouwde scholen in de hooglanden van Madagaskar.

### De eerste jaren

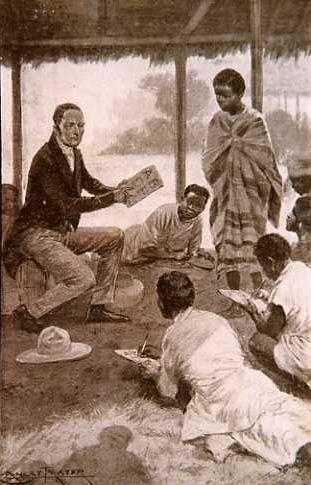
Malagassiërs krijgen taalles van missionaris David Jones.

Aanvankelijk stond Ranavalona geheel onverschillig tegenover het christendom; zij besteedde alleen aandacht aan de sampy-cultus en andere onderdelen van de animistische religie van de Merina. Hierdoor genoten de christenen in eerste instantie een grotere vrijheid dan tijdens Radama's laatste regeringsjaren. De missionarissen namen een uit Groot-Brittannië geïmporteerde drukpers in gebruik, die ze naar eigen inzicht mochten gebruiken. Malagassiërs die werden opgeleid om deze te bedienen waren bovendien vrijgesteld van de dienstplicht. Op 4 december 1827 rolde de eerste proefdruk van de pers: het eerste hoofdstuk van het Bijbelboek Genesis, vertaald in het Malagassisch. Later werden naast vertaalde gedeeltes uit de Bijbel ook een groot aantal leerboeken, liturgische zangboeken en catechismussen gedrukt.
Toen David Jones en David Griffiths in 1829 een eerste versie van de complete Malagassische Bijbelvertaling gereed hadden, werden er tot het jaar 1830 ongeveer 3.000 exemplaren gedrukt en verspreid. Ook Ranavalona ontving een exemplaar en enkele andere vertaalde werken. Zij accepteerde deze en bedankte de missionarissen, maar na een week liet ze de boeken terugbrengen. Ranavalona verklaarde dat ze geen tijd had om ze te lezen, alhoewel het heel plausibel is dat zij tot haar dood analfabeet was gebleven. De enige beperking die Ranavalona de missionarissen oplegde was het verbod op de distributie van boeken binnen het leger. Zij meende dat dit de discipline zou ondermijnen.
Koningin Ranavalona wenste echter wel dat de missionarissen zich voornamelijk bezighielden met het onderwijs en de verbetering van de economie van het koninkrijk. Op een audiëntie in 1829 liet ze hen weten dat ze maar weinig gaf om Grieks en Hebreeuws; ze zag liever dat de missionarissen het volk iets nuttigers bijbrachten, zoals hoe ze zeep konden maken. De week daarop overhandigde de missionaris James Cameron aan bodes van de koningin twee kleine stukken zeep, die hij van natuurlijke grondstoffen had gemaakt. Nadat Ranavalona deze stukken zeep ontvangen had, liet ze de zaak voorlopig rusten.
Later dat jaar kwam de eerste tegenslag voor de missionarissen. De vele militaire expedities die Ranavalona naar alle delen van het eiland zond, eisten veel slachtoffers onder haar soldaten. Daarom besloot ze dat de leerlingen van de missionarisscholen niet langer vrijgesteld waren van dienstplicht. Terwijl in juni 1828 nog 5.014 leerlingen de scholen bezochten, waren dat er in december 1829 nog maar 2.630. Bovendien werden in hetzelfde jaar de toelagen voor het onderwijs stopgezet. De missionarissen waren teleurgesteld in deze negatieve ontwikkelingen, maar bleven nog redelijk optimistisch, zoals blijkt uit de volgende woorden van David Jones:

Things in Madagascar wear a dismal aspect in comparison with what they did in the time of Radama. Superstition reigns triumphant in Imerina. Satan is endeavouring to overthrow, step by step, all te good that has been done. There is a dark cloud hovering over the country at present; but my comfort is, that the Lord reigneth, and that the promise cannot fail: this people shall assuredly be given to Christ.
(De zaken in Madagaskar zien er somber uit in vergelijking met de tijd van Radama. Bijgeloof heerst alom in Imerina. Satan tracht om stapje bij stapje al het goede dat wij hebben bereikt omver te werpen. Er zweeft een donkere wolk over het land op dit moment, maar mijn troost is dat de Heer regeert en dat deze belofte niet kan mislukken: dit volk zal zeker aan Christus gegeven worden.)
—  David Jones, 1828

In 1831 zag het er inderdaad weer wat rooskleuriger uit voor de missionarissen. Het verbod van Radama I om zich tot het christendom te bekeren en kerkdiensten bij te wonen werd op 22 mei opgeheven. In het eerste jaar na het opheffen van dit verbod lieten ongeveer 100 Malagassiërs zich dopen. De bekeerlingen kwamen uit alle lagen van de samenleving en kan grofweg in twee groepen worden verdeeld. De eerste groep bestond uit belangrijke andriana, waaronder hoge regeringsambtenaren en bewakers van de sampy's. Volgens Raombana bezocht ongeveer een derde van deze bewakers de kerkdiensten, waaronder ook Andriamandanona, de bewaker van Ramahavaly. Veel andriana zagen het christendom als een manier om het geloof in Ranavalona's goddelijke macht te ondermijnen. Kennelijk wilden sommige andriana zichzelf bovendien door hun bekering opwerpen als een geschiktere monarch.
De tweede en grootste groep proselieten bestond uit Malagassiërs die de gevolgen van Ranavalona's wrede bewind aan den lijve hadden ondervonden. Hiertoe behoorden onder andere veel weduwen van soldaten en dwangarbeiders; teleurgesteld als zij waren in de manier waarop hun oorspronkelijke religieuze tradities werden uitgevoerd, was de christelijke leer voor hen een ware verademing. Een Malagassiër legde aan de missionaris James Sibree het verschil tussen de traditionele kabary en de christelijke preken als volgt uit: "Uiteraard kunnen jullie Vazaha (Europeanen) niet ons innerlijke leven en gedachten begrijpen zoals wij dat doen, maar in jullie preken is er altijd één ding dat indruk op ons maakt: jullie eerlijkheid!"

### Verbod op het christendom

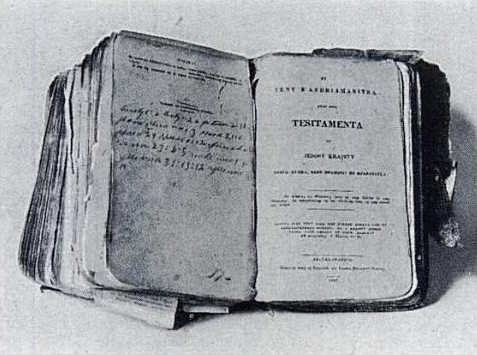
Een door David Griffiths en David Jones gedrukte bijbel. Na de kabary van Ravalona in 1835 werd een groot aantal van deze bijbels vernietigd.

Ranavalona zag naar eigen zeggen de "vervanging van het respect voor haar voorouders [...] door het respect voor de voorouder van de Vazaha (de blanken), Jezus Christus", in eerste instantie als een intelligente politieke daad van haar overleden echtgenoot en erkende de voordelen die de komst van de missionarissen het koninkrijk hadden opgeleverd. Maar conservatieve ministers zagen een verband tussen de komst van de missionarissen en de groeiende onrusten in Madagaskar. Maurice Bloch verklaart in zijn boek From Blessing to Violence dat het semi-autonome karakter van de christelijke kerkorganisatie eraan bijdroeg dat de oppositie steeds meer kritiek kreeg op de uitbuiting door de staat. De conservatieve factie voerde steeds meer druk uit op Ranavalona om het christendom compleet te verbieden. Er rustte volgens de leden van deze factie een zware verantwoordelijkheid op de koningin; zij was immers de Andriamanitra hita maso, de zichtbare god. Als aardse vertegenwoordiger van het onzichtbare godenhuis had ze de taak om het volk de 'waarheid' bij te brengen. De conservatieve factieleden legden haar bovendien uit welke politieke en culturele consequenties godsdienstvrijheid uiteindelijk op de Malagassiërs zou hebben; het zou hun respect voor Ranavalona's macht ondermijnen, wat een verraad zou betekenen aan Ranavalona's voorouders. Derhalve zou de Hasina, oftewel de zegen van de razana, niet langer op Madagaskar rusten, met alle rampzalige gevolgen van dien.
Ranavalona gaf steeds meer toe aan de druk van de conservatieve factie. De eerste beperkingen die het christendom in het Koninkrijk Madagaskar werden opgelegd, vonden plaats in de maanden oktober en november van het jaar 1831. Het was militairen en leden van de overheid voortaan verboden om christelijke huwelijken aan te gaan, zich te laten dopen en kerkdiensten bij te wonen. In december kwam er een verbod op kerkbezoek voor alle Malagassiërs. Bovendien moesten zij alle boeken die de woorden 'Jezus' of 'Jehova' bevatten vernietigen, waaronder de Bijbelvertaling van Jones en Griffiths. Enkele christelijke proselieten die het tangena-oordeel moesten ondergaan, werden veroordeeld als mpamosavy (tovenaar of heks) en werden verbannen.
In 1835 kwam uiteindelijk het totale verbod op het christendom. Ranavalona liet in een kabary op 26 februari het volgende bekendmaken:

To the English or French strangers: I thank you for the good that you have done in my land and my kingdom, where you have made known European wisdom and knowledge. Do not worry yourselves — I will not change the customs and rites of our ancestors. Nevertheless, whoever breaks the laws of my kingdom will be put to death — whoever he may be. I welcome all wisdom and all knowledge which are good for this country. It would be a waste of time and effort to grab the customs and rites of my ancestors. Concerning religious practice — baptism or assemblies — it is forbidden for my people who inhabit this land to take part whether on Sunday or during the week. Concerning you, foreigners, you can practice according to your own manners and customs. Nevertheless, if skilled handwork and other practical skills exist, which can profit our people, exercise these skills that good will come. These are my instructions which I make known to you.
(Aan de Engelse of Franse vreemdelingen: Ik dank jullie voor al het goede dat jullie hebben gedaan voor mijn land en mijn koninkrijk, waar jullie de Europese kennis en wijsheid hebben bekendgemaakt. Maken jullie je niet ongerust — ik zal de gebruiken en de riten van onze voorouders niet veranderen. Niettemin zal ik iedereen ter dood laten brengen die de wetten van mijn koninkrijk verbreekt, ongeacht wie hij is. Ik verwelkom alle wijsheid en alle kennis die goed zijn voor dit land. Het zou een verspilling van tijd en moeite zijn om te tornen aan de gebruiken en rites van mijn voorouders. Wat betreft de uitoefening van deze religie — dopen of bijeenkomen — het is voor de inwoners van mijn land verboden om hieraan deel te nemen, op zondag en doordeweeks. Wat jullie betreft, buitenlanders, jullie kunnen jullie eigen manieren en gebruiken beoefenen. Desalniettemin, als er geschoold handwerk en andere praktische vaardigheden zijn die een voordeel opleveren voor onze mensen, beoefen deze vaardigheden dan, zodat dit ons ten goede komt. Dit zijn mijn instructies die ik jullie bekendmaak.)
—  Ranavalona-Manjaka, kabary 26 februari 1835

Het kwam erop neer dat het actief beoefenen van het christendom voortaan verboden werd voor iedere inwoner van het koninkrijk Madagaskar. Wel maakte Ranavalona een onderscheid tussen de Malagassiërs en de Europeanen: voor de eerste groep was het een halsmisdaad om een christen te zíjn, terwijl het voor de Europeanen slechts verboden was om het christendom in het openbaar te beoefenen. Dit hield dus niet in dat ze zich uit de kerk hoefden te laten uitschrijven of hun christelijke lectuur moesten inleveren. Ranavalona erkende in haar toespraak echter het grote nut dat de missionarissen voor Madagaskar hadden, zowel op intellectueel als technologisch vlak. Daarom nodigde ze hen uit om te blijven werken in haar koninkrijk, op voorwaarde dat ze geen moeite meer deden om haar onderdanen te bekeren.

### Vertrek van de missionarissen
De voornaamste doelstelling van het Londense Zendingsgenootschap was echter het onderwijzen van de christelijke leer. David Jones, James Cameron en vrijwel alle andere missionarissen verlieten daarom kort na het decreet het eiland. Ranavalona's oude vriend David Griffiths vertrok in september van dat jaar, nadat hij de laatste hand had gelegd aan de definitieve versie van zijn Malagassische Bijbelvertaling. Uiteindelijk verkozen slechts de missionarissen David Johns en Edward Baker om onder de nieuwe verbodsbepalingen op het eiland te blijven, in de hoop dat het nieuwe beleid in de toekomst zou versoepelen. Toen de twee missionarissen in juli 1836 te horen kregen dat leden van de conservatieve factie ook hun vertrek wensten, verlieten zij als laatste Madagaskar.
Hiermee kwam nog geen eind aan het maken van proselieten. De missionarissen hadden een aantal Malagassiërs aangesteld als geestelijk leider en de kerkdiensten werden in het geheim voortgezet. Het gewone volk werd gesteund door de invloedrijke andriana, die het christendom nog steeds zagen als een manier om Ranavalona's macht te ondermijnen. Maar zelfs zij waren niet veilig voor Ranavalona; op 9 maart 1935 liet de koningin een tweede kabary voorlezen die aan de christelijke andriana was gericht. De tekst van deze kabary is opgenomen in het boek A Narrative of the Persecution of the Christians in Madagascar, dat tijdens Ranavalona's regering werd geschreven door David Johns en zijn Britse collega Joseph John Freeman. In het volgende citaat maakt Ranavalona de christelijke andriana duidelijk wat ze van hen vond:

...for you have said the idols are nothing - the divination is nothing - the Vazimba are nothing - you have ceased praying to your deceased ancestors, but to Jehovah and Jesus alone you pray, and not to the idols and to your ancestors which made the twelve sovereigns sacred. You have dared to announce that these things are nothing...
(...want jullie hebben gezegd dat de [sampy's] niets zijn - de waarzeggerij niets is - de Vazimba niets zijn - jullie zijn gestopt met jullie gebeden aan jullie overleden voorouders, maar jullie bidden alleen voor Jehovah en Jezus, en niet aan de [sampy's] en jullie voorouders die de twaalf vorsten hebben geheiligd. Jullie hebben het aangedurfd om te verklaren dat deze dingen niets zijn...)
—  Ranavalona-Manjaka, kabary 9 maart 1835

### De martelaren

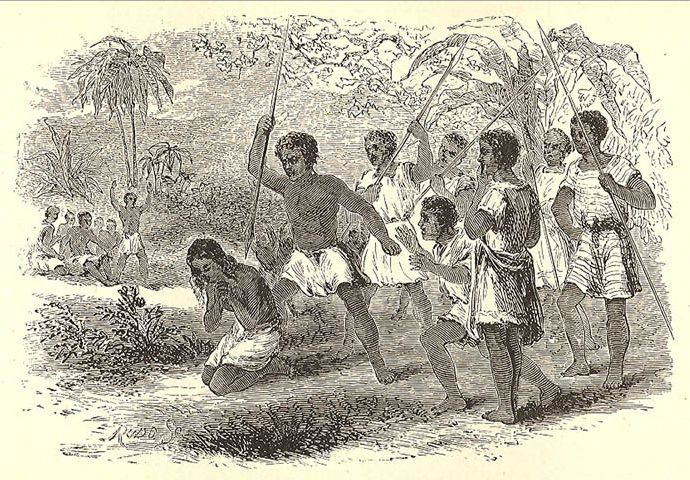
De executie van Rasalama

Na het vertrek van de missionarissen werden alle Malagassiërs gevangengezet die verdacht werden van proselitisme. Ranavalona en haar echtgenoot Rainiharo, die ook fel tegen het christendom gekant was, verlangden van al hun onderdanen dat zij diegenen zouden verraden die kerkdiensten bijwoonden of op enige andere wijze het christendom beleden. Bij het arresteren van proselieten werd gebruikgemaakt van de Tsitialaingia, de 'Hater van leugens'. Dit was een lans met een zilveren punt waarop de naam van Ranavalona was gegraveerd. Het wapen vertegenwoordigde de bovennatuurlijke macht van Ranavalona en men geloofde dat het de drager van het wapen de gave verleende om leugens te onderscheiden, waar de christelijke leer volgens de koningin ook onder viel. Nadat een zekere Rasalama gevangengenomen was, vertelde ze haar medegevangenen dat zij niet bang was geweest terwijl de drager van de Tsitialaingia haar uit haar woning haalde. Deze openlijke verloochening van respect voor dit wapen kwam een legercommandant ter ore. Op beschuldiging van blasfemie werd Rasalama de volgende ochtend op 14 augustus 1837 met speren gedood. Zij was de eerste martelaar in het Koninkrijk Madagaskar en verwierf bij Malagassische en Europese christenen een legendarische status. Maar na Rasalama zouden nog veel meer martelaren volgen.
Twee jaar na David Griffiths' vertrek nodigde Ranavalona haar oude vriend uit om terug te keren naar Madagaskar voor een periode van vijf jaar, op voorwaarde dat hij niet in de hoedanigheid van missionaris kwam, maar in die van koopman. Toen Griffiths op 17 september 1838 in de Rova van Antananarivo aankwam, werd hij hartelijk verwelkomd door Ranavalona en haar hofhouding. Maar Griffiths zocht ook contact met de christenen en hoorde van hen hoe fel zij werden vervolgd. Hij kwam te weten dat Malagassiërs die een bijbel in bezit hadden of enig christelijk gebruik uitoefenden op beschuldiging van hekserij werden beboet of gevangengezet. Sommigen van hen moesten dwangarbeid verrichten of stierven na het tangena-oordeel. In 1840 werd David Griffiths ervan beschuldigd dat hij zestien proselieten naar Mauritius zou hebben gesmokkeld en werd door de rechters in Antananarivo ter dood veroordeeld. Later werd de straf door Ranavalona omgezet in een geldboete en David Griffiths keerde kort daarop terug naar Groot-Brittannië. Hier schreef hij een boek over de christenvervolgingen in Madagaskar, getiteld The persecuted Christians of Madagascar.
In 1846 begon prins Rakoto op 17-jarige leeftijd zich te bemoeien met de christenen. Toen hij hoorde over de veroordeling van 21 proselieten, smeekte hij zijn moeder om hun leven te sparen. Ranavalona liet hierop negen proselieten het tangena-oordeel ondergaan (waarbij één stierf) en spaarde het leven van de overige twaalf. Prins Rakoto liet zich in dat jaar dopen en was door zijn verdere inzet voor de christenen een grote morele steun; veel proselieten zagen in hem een ware messias. Ranavalona's echtgenoot Rainiharo kwam achter Rakoto's regelmatige bezoeken aan geheime kerkdiensten en briefde dit over aan Ranavalona. Uit liefde voor haar zoon ondernam Ranavalona echter geen actie, ondanks Rainiharo's aandringen. Deze legde zich pas bij Rakoto's keuze neer toen prins Ramonja, Rainiharo's favoriete neef, zich ook tot het christendom liet bekeren.
De christenvervolgingen gingen desondanks onverminderd door. In 1849 alleen al werden volgens de Britse missionaris W.E. Cummins 1.900 mensen gestraft op grond van Ranavalona's antichristendomwet. Achttien personen, waaronder vier andriana, werden tegelijk terechtgesteld in februari van dat jaar. De missionaris William Ellis citeerde in zijn boek The Martyr Church de door Ranavalona gedicteerde kabary, die voorafgaand aan de executies werd voorgelezen:

I, the Queen of Madagascar, say that no religion whatever, excepting that of Andrianampoinimerina and Radama, and the customs of our ancestors, shall be ever introduced and practised in this my country: anything else is totally rejected by me. Had I not ordered the followers of the new religion to inculpate themselves, they would soon overturn the country, and all the people would follow them. I consider them rebels; therefore I tell you how I have punished them, as the spirits of Andrianampoinimerina and Radama have revealed to me.
(Ik, de koningin van Madagaskar, zeg jullie dat geen enkele religie, met uitzondering van die van Andrianampoinimerina en Radama en de gebruiken van onze voorouders, ooit nog zal worden geïntroduceerd en beoefend in mijn land; andere religies als deze worden volledig door mij afgewezen. Als ik niet bevolen had dat de aanhangers van de nieuwe religie zichzelf moesten aangeven, zouden ze al snel het land omverwerpen, en al het volk zou hen volgen. Ik beschouw ze als rebellen; daarom vertel ik jullie welke straf ik voor hen bepaald heb, zoals de geesten van Andrianampoinimerina en Radama het mij opgedragen hebben.)
—  Ranavalona-Manjaka, kabary februari 1849

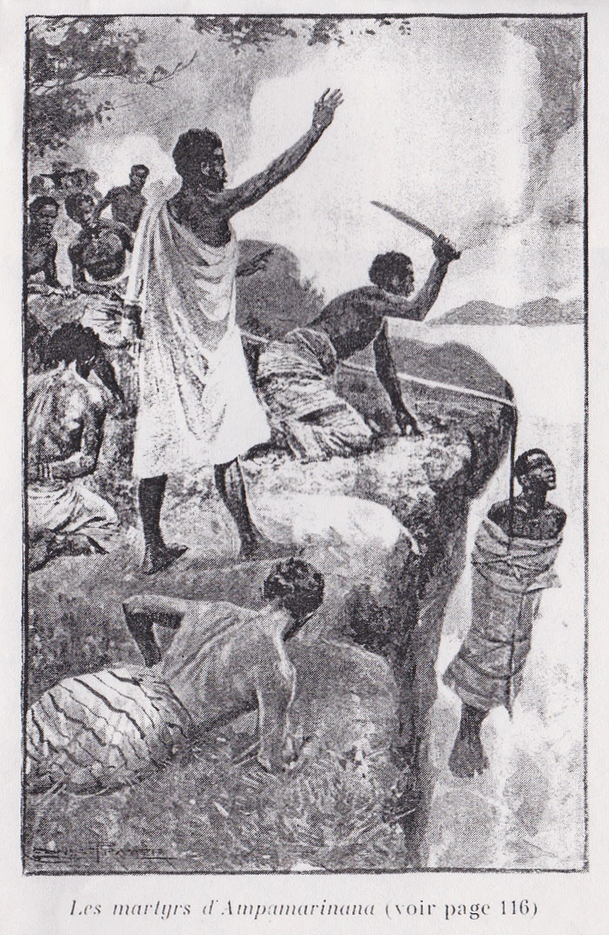
Tot het christendom bekeerde Malagassiërs worden gedood op de klif Ampamarinana.

De vier andriana stierven op de brandstapel, de overige veertien werden naar een klif gebracht die Ampamarinana werd genoemd, wat 'Plaats van gerechtigheid' betekent. Hier werden ze aan touwen boven een met rotsblokken gevuld ravijn gehangen. Nadat de veertien nogmaals weigerden om het christendom de rug toe te keren werden hun touwen doorgesneden, waardoor ze op de rotsblokken te pletter sloegen.
Met de dood van premier Rainiharo op 10 februari 1852 braken er gunstiger tijden aan voor de christenen. Ranavalona hertrouwde weliswaar met de conservatieve Rainijohary, maar stelde Rainiharo's liberale zoon Rainivoninahitriniony aan als de nieuwe premier. Rainivoninahitriniony was goed bevriend met prins Rakoto en samen deden ze moeite om de vervolgingen een halt toe te roepen.
De laatste strafmaatregel tegen proselieten vond in 1857 plaats. Acht personen stierven als gevolg van het tangena-oordeel, veertien werden gestenigd en ongeveer dertig personen stierven in ballingschap. Het totaal aantal christelijke Malagassiërs dat tijdens Ranavalona's regering werd gedood is niet bekend. Volgens een schatting van Cummins werden tussen de zestig en tachtig personen geëxecuteerd, maar hierbij zijn andere sterfgevallen niet inbegrepen. Velen stierven tijdens dwangarbeid, in gevangenschap of door het gif van de tangena. Ranavalona had veel moeite gedaan om de groei van het christendom te belemmeren, maar aan het einde van haar regering waren er desondanks nog 7.000 bekeerde Malagassiërs in Madagaskar. Om de vele martelaren te herdenken, werden later vier herdenkingskerken gebouwd.

## Het Lambert-charter
Prins Rakoto sympathiseerde al op jonge leeftijd met de progressieve factie. Hij had zijn onderwijs genoten aan een missionarisschool en raakte bovendien geboeid door Jean Laborde's utopische verhalen over Europa. In zijn drang naar vernieuwingen zocht Rakoto daarom naar een gelegenheid om contact te leggen met Europese mogendheden. In het jaar 1854 maakte de prins kennis met de Franse avonturier Joseph-François Lambert, die zich als slavenhandelaar had gevestigd op Mauritius. Tijdens een bezoek aan Madagaskar hielp deze Fransman het koninklijke leger om een opstand neer te slaan in de kuststreken en als dank werd hij naar de Rova van Antananarivo uitgenodigd voor een ontmoeting met koningin Ranavalona.
Ook Joseph-François Lambert oefende een grote invloed op prins Rakoto. Naar verluidt haalden Lambert en Laborde op 28 juni 1855 de prins over om het Lambert-charter te tekenen, een verdrag dat van kracht zou worden op het moment dat Rakoto zijn moeder zou opvolgen. Dit verdrag was in het Frans opgesteld, een taal die Rakoto slechts gebrekkig kende. De twee Fransmannen legden de prins mondeling uit wat er in het document geschreven stond, namelijk dat Frankrijk als enige buitenlandse mogendheid het recht kreeg op de handel in Madagaskars grondstoffen, op exploitatie van de bossen en het bezit van grond op het eiland. In ruil hiervoor zou het Koninkrijk Madagaskar tien procent van de gemaakte winst ontvangen. De prins besefte echter niet dat het gegeven recht op grond op Madagaskar zou betekenen dat buitenlandse legers zich hier straffeloos mochten vestigen, waarop de kans op de verovering van het eiland aanzienlijk werd vergroot. Ondanks dat hij het gevaar niet direct zag was de prins voorzichtig, maar gelokt door het vooruitzicht van het beloofde geld tekende hij uiteindelijk het document.

### Pogingen tot een staatsgreep
Met het ondertekende verdrag vertrok Joseph-François Lambert naar Parijs. De Krimoorlog woedde op dat moment in Europa en keizer Napoleon III was een bondgenootschap aangegaan met Groot-Brittannië. Om een goede verstandhouding te bewaren durfde Napoleon III daarom geen actie tegen Ranavalona te ondernemen zonder een akkoord van Groot-Brittannië, daarom vertrok Lambert als Frans diplomaat naar Londen. In de tussentijd had prins Rakoto in 1856 bezoek gekregen van de missionaris William Ellis, die toestemming had gekregen om een maand lang in het Koninkrijk Madagaskar te verblijven. Prins Rakoto vertelde Ellis over het Lambert-charter en in welke omstandigheden het getekend was, waarop deze de Britse regering hierover inlichtte. Toen Lambert in Londen aankwam werd zijn verzoek om het akkoord afgewezen op grond van het feit dat er geen officieel tussenpersoon aanwezig was bij het tekenen van het document en de geldigheid dus in twijfel getrokken werd. Lambert probeerde daarop de regering te overtuigen dat Rakoto graag een einde zag aan Ranavalona's bewind en dat William Ellis de prins (misschien moedwillig) verkeerd begrepen had, maar de Britse regering hield voet bij stuk.

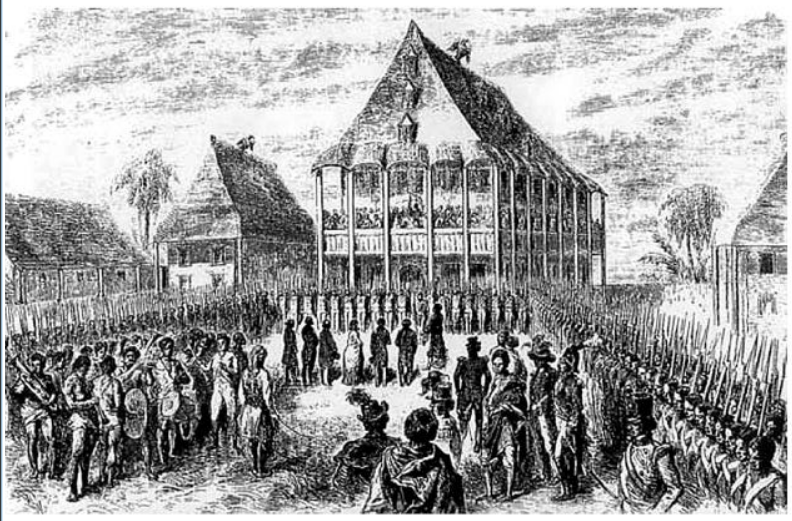
Afbeelding van de rechtszaak van de Europeanen, geleid door koningin Ranavalona.

Ten einde raad besloot Joseph-François Lambert zelf een staatsgreep te plegen. In mei 1857 keerde hij terug naar Madagaskar, in gezelschap van Ida Pfeiffer, een beroemde Oostenrijkse wereldreiziger. Een ooggetuigenverslag van de staatsgreep tekende Pfeiffer later op in haar boek Reise nach Madagaskar. Pfeiffer schreef dat Lambert en prins Rakoto van plan waren om Ranavalona op 20 juni te onttronen, met de hulp van het leger en de progressieve factie. De staatsgreep liep echter op een mislukking uit. Volgens Pfeiffer was dit de schuld van Rainilaiarivony, de opperbevelhebber van het leger, omdat hij er niet in slaagde om voldoende soldaten te verzamelen. Volgens Britse getuigenverslagen was het prins Rakoto zelf die de staatsgreep liet mislukken, hij zou Lamberts plan al tijdens de voorbereidingen aan zijn moeder hebben doorgebriefd. Naar verluidt speelden moeder en zoon het spelletje tot het laatste moment mee, zodat de loyaliteit van Ranavalona's onderdanen op de proef kon worden gesteld.
Alle Malagassiërs die betrokken waren bij de mislukte staatsgreep werden geëxecuteerd. De verdachte Europeanen, waaronder ook Ida Pfeiffer, kregen huisarrest in hun vertrekken op de rova. Eind juli kregen alle Europeanen het bevel om Madagaskar te verlaten, ongeacht of ze betrokken waren bij de staatsgreep of niet. Na het vertrek van Jean Laborde brak in zijn fabrieken in Mantasoa een opstand uit onder de 1.200 werklieden, die jarenlang zonder uitbetaling de Fransman hadden gediend. Zij vernietigden de machines, de gereedschappen en zelfs de fabrieken, die nooit meer herbouwd werden. Met het vertrek van de Europeanen kwam er een eind aan de industriële revolutie die Laborde en de missionarissen hadden ontketend.

## Overlijden en troonopvolging
Ranavalona had haar zoon aangewezen als haar opvolger, maar de conservatieve factie vreesde de progressieve idealen van prins Rakoto. Ranavalona's echtgenoot Rainijohary en andere leden van deze factie probeerden de koningin te overtuigen dat haar neef Ramboasalama een veel geschiktere kandidaat was; hij had het conservatieve beleid namelijk altijd ondersteund. Aan de andere kant verdedigden premier Rainivoninahitriniony en zijn broer Rainilaiarivony Rakoto's aanspraak op de troon. Zij slaagden erin om de koningin te overtuigen, vooral nadat Rainilaiarivony benadrukte dat Rakoto de steun van het leger hard nodig zou hebben.
Raombana meldt in zijn verslagen dat Ranavalona's dood werd aangekondigd door de afoangatra, branden die spontaan ontstonden en waarvan gedacht werd dat ze hun oorsprong hadden bij Zanahary, de 'Hoge God'. Ranavalona zond boodschappers naar de voornaamste dorpen in de omgeving van Antananarivo om navraag te doen bij de olom-baventy (dorpsoudsten). Zij vertelden de koningin dat de laatste afoangatra voorbodes waren geweest van het overlijden van koning Andrianampoinimerina. De huidige branden waren dus waarschijnlijk een waarschuwing aan Ranavalona's adres. Het leek erop dat de olom-baventy gelijk kregen, want kort hierop werd Ranavalona inderdaad ziek en wist ze dat ze het niet zou overleven. Na het horen van dit nieuws liet Prins Rakoto driehonderd soldaten rond de Rova van Antananarivo legeren om iedereen te ontmoedigen die een aanspraak op de troon wilde doen. Bovendien liet hij Ramboasalama naar de rova halen en liet hem een openbare eed af leggen dat hij trouw zou blijven aan Rakoto.
Op 16 augustus 1861 stierf koningin Ranavalona in haar slaap in het Manjakamiadana-paleis. Volgens de Malagassische overlevering trad ze toe tot het rijk van de razana en om haar gunstig te stemmen werden 12.000 zeboes geslacht, waarna het vlees werd bereid en aan de bevolking uitgedeeld. Het lichaam van de koningin werd in een zilveren doodskist geplaatst in een graftombe in de koninklijke rova van Ambohimanga. Tijdens de begrafenis kwam een vonk terecht in een vat buskruit, waardoor een explosie volgde en er brand uitbrak. Een aantal omstanders werden gedood en drie oude residenties rond het graf werden vernietigd.

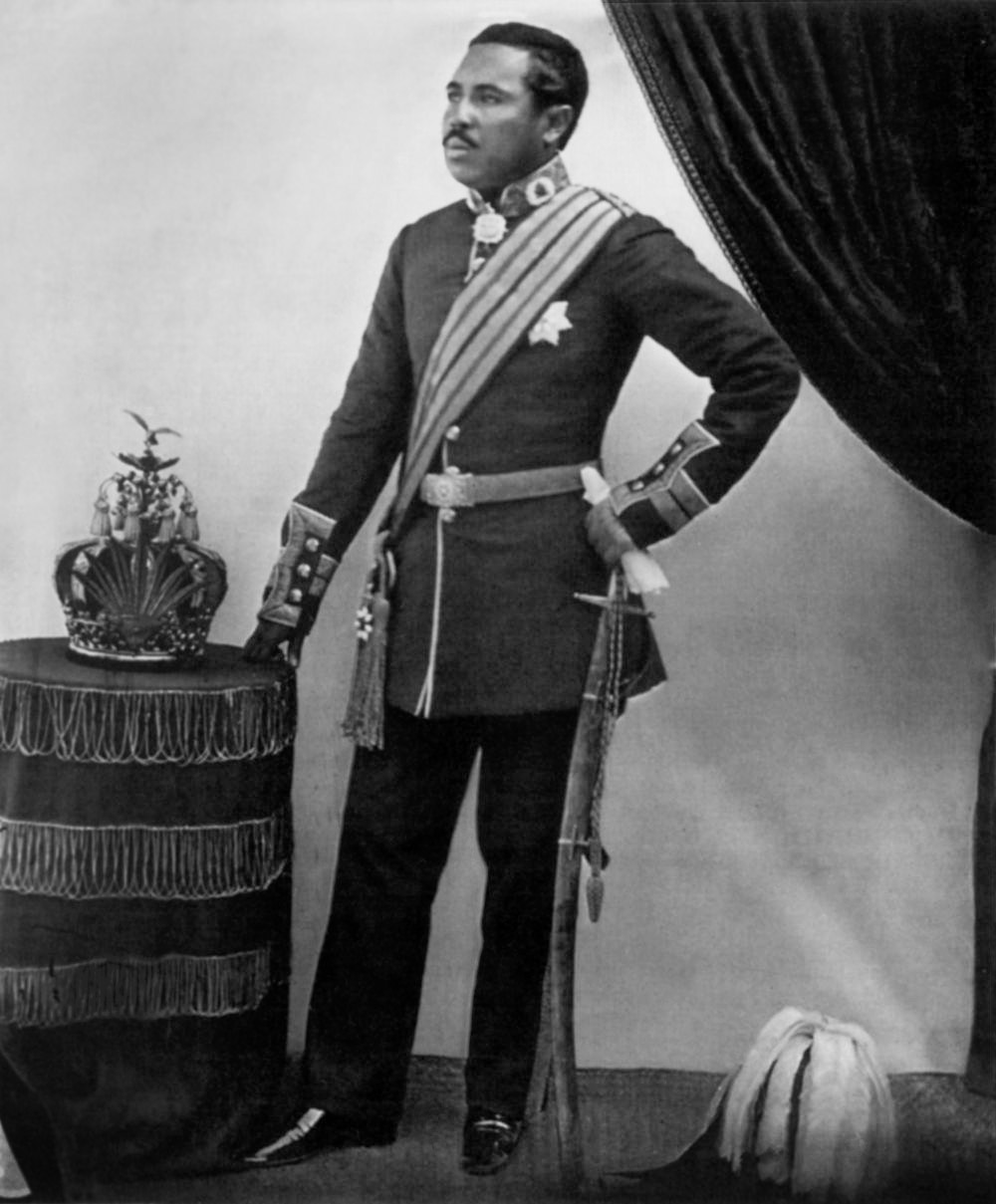
Koning Radama II

### Koning Radama II
Toen prins Rakoto op zijn 32e verjaardag op 23 september 1861 zijn moeder opvolgde als koning Radama II werd het oude beleid compleet omgekeerd. De godsdienstvrijheid keerde terug, de fanompoana werd afgeschaft, de grenzen gingen weer open en een groot aantal nieuwe Europese innovaties werd doorgevoerd. Als een reactie op dit nieuwe progressieve bewind werd in 1863 een nieuwe beweging gevormd, Ramanenjana genaamd. De leden van deze beweging waren fel tegen alle Europeanen en het christendom. Zij beweerden dat Ranavalona I nog steeds in leven was en de traditionele religie weer in ere zou herstellen. In trance (tromba) marcheerden een groot aantal leden van de Ramanenjana naar de Rova van Antananarivo, terwijl ze de denkbeeldige eigendommen van de overleden koningin op hun schouders en hoofden droegen. De chaos die de Ramanenjana in de hoofdstad veroorzaakten was een van de gebeurtenissen die leidde tot de moord op Radama II in dat jaar.

### Grafschennis

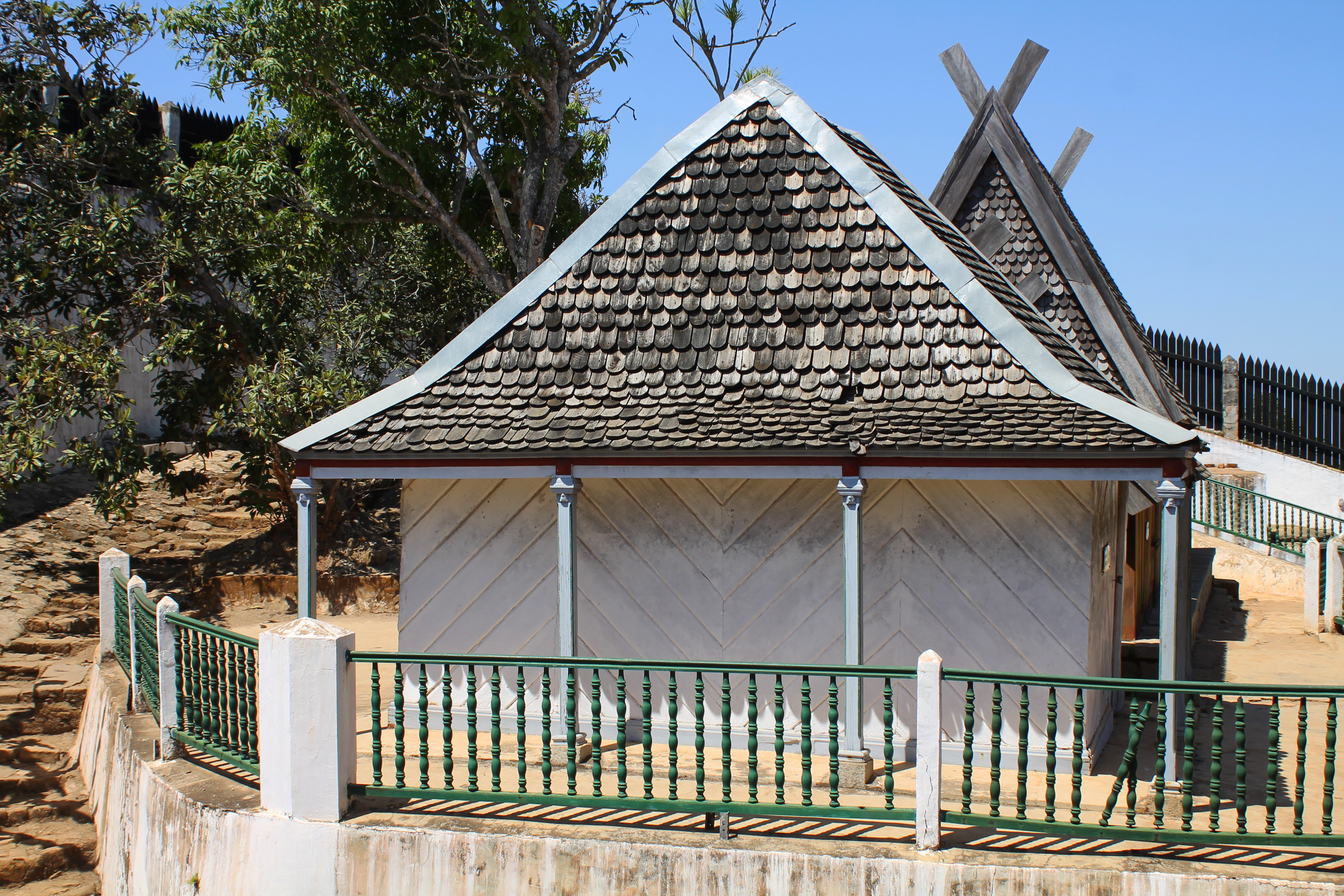
Herstelde graftombe van Ranavalona I en II in Ambohimanga

Nadat Frankrijk Madagaskar had gekoloniseerd, werd Ranavalona's doodskist in 1897 door de Franse kolonisten opgegraven en bijgelegd in de graftombe van koningin Rasoherina, in de Rova van Antananarivo. Een dergelijke grafschennis was een grove belediging in de ogen van de Merina. Sommige historici hebben geopperd dat de Fransen dit niet hadden gedaan uit onwetendheid, maar als een bewuste poging om de Malagassiërs te intimideren en hun geloof in de kracht van de koninklijke razana te vernietigen. Nadat de graven in Ambohimanga hersteld waren werd onder andere het stoffelijk overschot van Ranavalona I teruggeplaatst in 2008.

## Visies op Ranavalona's bewind
Het beleid van Ranavalona werd sterk veroordeeld door haar Europese tijdgenoten, die de koningin beschreven als een irrationele tiran, een xenofoob en een krankzinnige. In Groot-Brittannië kwam ze bekend te staan als The Wicked Queen ('De Goddeloze Koningin') en een Frans historicus verwees naar haar als Ranavalona la Sanguinaire ('Bloeddorstige Ranavalona'). Dit negatief beeld werd herhaald in de westerse historische literatuur tot in de 20e eeuw. In zijn roman Flashman's Lady (1977) beschreef George MacDonald Fraser Ranavalona bijvoorbeeld als "a diabolical despot who was undoubtedly mad, fickle, dangerous, and fiendishly cruel" ("een duivelachtig despoot die ongetwijfeld gek, wispelturig, gevaarlijk en duivels wreed was").
Volgens een Malagassisch historicus daarentegen was de westerse visie op de koningin sterk vertroebeld. Hij schreef dat buitenlandse historici haar in een kwaad daglicht stelden omdat ze de banden met Europa verbrak. Rond het begin van de 21e eeuw werd de visie op koningin Ranavalona bijgesteld door Europese historici die zich over haar gevoerd bewind hadden gebogen. Zij beschreven haar als een scherpzinnig politicus, die waardering had voor Madagaskars cultureel erfgoed en het wilde beschermen tegen de Europese invloed; Ranavalona bezag het christendom als een ondermijning van het respect voor het koningshuis en deed er derhalve alles aan om de koninklijke razana tevreden te houden.
Ook de Malagassiërs hebben geen eenduidige visie op Ranavalona's beleidsvoering. Terwijl veel Merina-monarchen geëerd zijn met straatnamen, is er in Madagaskar geen enkele straat naar Ranavalona vernoemd. Een bazige vrouw of een strenge moeder wordt door Malagassiërs denigrerend een 'Ranavalona' genoemd en velen refereren aan de koningin als 'de vleesgeworden duivel'. Dit zijn echter voornamelijk uitspraken van christelijke Malagassiërs die haar veroordelen om het verbod op het christendom en de wrede strafmaatregelen. Er bestaat ook een grote groep Malagassiërs die Ranavalona juist bewonderen om haar pogingen om de traditionele cultuur van haar volk te bewaren. Op één punt zijn de meeste Malagassiërs het wel met elkaar eens, namelijk dat koningin Ranavalona I een sterk leiderschap had getoond en zo een iconisch figuur is geworden in de Malagassische geschiedenis.

## Geslachtslijn dynastie
|           |           |           |           |                                             |                                             |                                             |                                             |                                             |                                             |   |   |   |   |  |  |                                               |                                               |                                               |                                               |                                               |                                               |                                             |                                             |                                             |                                             | Andriambelomasina regeringsperiode: ca. 1730 - 1770 | Andriambelomasina regeringsperiode: ca. 1730 - 1770 | Andriambelomasina regeringsperiode: ca. 1730 - 1770 | Andriambelomasina regeringsperiode: ca. 1730 - 1770 | Andriambelomasina regeringsperiode: ca. 1730 - 1770 | Andriambelomasina regeringsperiode: ca. 1730 - 1770 |                                                    |                                                    | Rasoherimananitany                         | Rasoherimananitany                         | Rasoherimananitany                         | Rasoherimananitany                         | Rasoherimananitany                      | Rasoherimananitany                      |                                         |                                         |                     |                     |                     |                     |  |  |                     |                     |                     |                     |                                                     |                                                     |                                                     |                                                     |                                                     |                                                     |              |              |              |              |
|           |           |           |           |                                             |                                             |                                             |                                             |                                             |                                             |   |   |   |   |  |  |                                               |                                               |                                               |                                               |                                               |                                               |                                             |                                             |                                             |                                             | Andriambelomasina regeringsperiode: ca. 1730 - 1770 | Andriambelomasina regeringsperiode: ca. 1730 - 1770 | Andriambelomasina regeringsperiode: ca. 1730 - 1770 | Andriambelomasina regeringsperiode: ca. 1730 - 1770 | Andriambelomasina regeringsperiode: ca. 1730 - 1770 | Andriambelomasina regeringsperiode: ca. 1730 - 1770 |                                                    |                                                    | Rasoherimananitany                         | Rasoherimananitany                         | Rasoherimananitany                         | Rasoherimananitany                         | Rasoherimananitany                      | Rasoherimananitany                      |                                         |                                         |                     |                     |                     |                     |  |  |                     |                     |                     |                     |                                                     |                                                     |                                                     |                                                     |                                                     |                                                     |              |              |              |              |
|           |           |           |           |                                             |                                             |                                             |                                             |                                             |                                             |   |   |   |   |  |  |                                               |                                               |                                               |                                               |                                               |                                               |                                             |                                             |                                             |                                             |                                                     |                                                     |                                                     |                                                     |                                                     |                                                     |                                                    |                                                    |                                            |                                            |                                            |                                            |                                         |                                         |                                         |                                         |                     |                     |                     |                     |  |  |                     |                     |                     |                     |                                                     |                                                     |                                                     |                                                     |                                                     |                                                     |              |              |              |              |
|           |           |           |           |                                             |                                             |                                             |                                             |                                             |                                             |   |   |   |   |  |  |                                               |                                               |                                               |                                               |                                               |                                               |                                             |                                             |                                             |                                             |                                                     |                                                     |                                                     |                                                     |                                                     |                                                     |                                                    |                                                    |                                            |                                            |                                            |                                            |                                         |                                         |                                         |                                         |                     |                     |                     |                     |  |  |                     |                     |                     |                     |                                                     |                                                     |                                                     |                                                     |                                                     |                                                     |              |              |              |              |
|           |           |           |           |                                             |                                             |                                             |                                             |                                             |                                             |   |   |   |   |  |  | Andrianjafy regeringsperiode: ca. 1770 - 1787 | Andrianjafy regeringsperiode: ca. 1770 - 1787 | Andrianjafy regeringsperiode: ca. 1770 - 1787 | Andrianjafy regeringsperiode: ca. 1770 - 1787 | Andrianjafy regeringsperiode: ca. 1770 - 1787 | Andrianjafy regeringsperiode: ca. 1770 - 1787 |                                             |                                             | Ranavalonanandriambelomasina                | Ranavalonanandriambelomasina                | Ranavalonanandriambelomasina                        | Ranavalonanandriambelomasina                        | Ranavalonanandriambelomasina                        | Ranavalonanandriambelomasina                        |                                                     |                                                     | Andriamiaramanjaka                                 | Andriamiaramanjaka                                 | Andriamiaramanjaka                         | Andriamiaramanjaka                         | Andriamiaramanjaka                         | Andriamiaramanjaka                         |                                         |                                         | Andriantsalamanjaka                     | Andriantsalamanjaka                     | Andriantsalamanjaka | Andriantsalamanjaka | Andriantsalamanjaka | Andriantsalamanjaka |  |  | Rabodonandriamtompo | Rabodonandriamtompo | Rabodonandriamtompo | Rabodonandriamtompo | Rabodonandriamtompo                                 | Rabodonandriamtompo                                 |                                                     |                                                     |                                                     |                                                     |              |              |              |              |
|           |           |           |           |                                             |                                             |                                             |                                             |                                             |                                             |   |   |   |   |  |  | Andrianjafy regeringsperiode: ca. 1770 - 1787 | Andrianjafy regeringsperiode: ca. 1770 - 1787 | Andrianjafy regeringsperiode: ca. 1770 - 1787 | Andrianjafy regeringsperiode: ca. 1770 - 1787 | Andrianjafy regeringsperiode: ca. 1770 - 1787 | Andrianjafy regeringsperiode: ca. 1770 - 1787 |                                             |                                             | Ranavalonanandriambelomasina                | Ranavalonanandriambelomasina                | Ranavalonanandriambelomasina                        | Ranavalonanandriambelomasina                        | Ranavalonanandriambelomasina                        | Ranavalonanandriambelomasina                        |                                                     |                                                     | Andriamiaramanjaka                                 | Andriamiaramanjaka                                 | Andriamiaramanjaka                         | Andriamiaramanjaka                         | Andriamiaramanjaka                         | Andriamiaramanjaka                         |                                         |                                         | Andriantsalamanjaka                     | Andriantsalamanjaka                     | Andriantsalamanjaka | Andriantsalamanjaka | Andriantsalamanjaka | Andriantsalamanjaka |  |  | Rabodonandriamtompo | Rabodonandriamtompo | Rabodonandriamtompo | Rabodonandriamtompo | Rabodonandriamtompo                                 | Rabodonandriamtompo                                 |                                                     |                                                     |                                                     |                                                     |              |              |              |              |
|           |           |           |           |                                             |                                             |                                             |                                             |                                             |                                             |   |   |   |   |  |  |                                               |                                               |                                               |                                               |                                               |                                               |                                             |                                             |                                             |                                             |                                                     |                                                     |                                                     |                                                     |                                                     |                                                     |                                                    |                                                    |                                            |                                            |                                            |                                            |                                         |                                         |                                         |                                         |                     |                     |                     |                     |  |  |                     |                     |                     |                     |                                                     |                                                     |                                                     |                                                     |                                                     |                                                     |              |              |              |              |
|           |           |           |           |                                             |                                             |                                             |                                             |                                             |                                             |   |   |   |   |  |  |                                               |                                               |                                               |                                               | Rambolamasoandro                              | Rambolamasoandro                              | Rambolamasoandro                            | Rambolamasoandro                            | Rambolamasoandro                            | Rambolamasoandro                            |                                                     |                                                     | Andrianampoinimerina regeringsperiode: 1787 - 1810  | Andrianampoinimerina regeringsperiode: 1787 - 1810  | Andrianampoinimerina regeringsperiode: 1787 - 1810  | Andrianampoinimerina regeringsperiode: 1787 - 1810  | Andrianampoinimerina regeringsperiode: 1787 - 1810 | Andrianampoinimerina regeringsperiode: 1787 - 1810 |                                            |                                            |                                            |                                            |                                         |                                         |                                         |                                         |                     |                     |                     |                     |  |  |                     |                     |                     |                     |                                                     |                                                     |                                                     |                                                     |                                                     |                                                     |              |              |              |              |
|           |           |           |           |                                             |                                             |                                             |                                             |                                             |                                             |   |   |   |   |  |  |                                               |                                               |                                               |                                               | Rambolamasoandro                              | Rambolamasoandro                              | Rambolamasoandro                            | Rambolamasoandro                            | Rambolamasoandro                            | Rambolamasoandro                            |                                                     |                                                     | Andrianampoinimerina regeringsperiode: 1787 - 1810  | Andrianampoinimerina regeringsperiode: 1787 - 1810  | Andrianampoinimerina regeringsperiode: 1787 - 1810  | Andrianampoinimerina regeringsperiode: 1787 - 1810  | Andrianampoinimerina regeringsperiode: 1787 - 1810 | Andrianampoinimerina regeringsperiode: 1787 - 1810 |                                            |                                            |                                            |                                            |                                         |                                         |                                         |                                         |                     |                     |                     |                     |  |  |                     |                     |                     |                     |                                                     |                                                     |                                                     |                                                     |                                                     |                                                     |              |              |              |              |
|           |           |           |           |                                             |                                             |                                             |                                             |                                             |                                             |   |   |   |   |  |  |                                               |                                               |                                               |                                               |                                               |                                               |                                             |                                             |                                             |                                             |                                                     |                                                     |                                                     |                                                     |                                                     |                                                     |                                                    |                                                    |                                            |                                            |                                            |                                            |                                         |                                         |                                         |                                         |                     |                     |                     |                     |  |  |                     |                     |                     |                     |                                                     |                                                     |                                                     |                                                     |                                                     |                                                     |              |              |              |              |
|           |           |           |           |                                             |                                             |                                             |                                             |                                             |                                             |   |   |   |   |  |  |                                               |                                               |                                               |                                               |                                               |                                               |                                             |                                             |                                             |                                             |                                                     |                                                     |                                                     |                                                     |                                                     |                                                     |                                                    |                                                    |                                            |                                            |                                            |                                            |                                         |                                         |                                         |                                         |                     |                     |                     |                     |  |  |                     |                     |                     |                     |                                                     |                                                     |                                                     |                                                     |                                                     |                                                     |              |              |              |              |
| Rakataffe | Rakataffe | Rakataffe | Rakataffe | Rakataffe                                   | Rakataffe                                   |                                             |                                             | ?                                           | ?                                           | ? | ? | ? | ? |  |  | Rasalimo                                      | Rasalimo                                      | Rasalimo                                      | Rasalimo                                      | Rasalimo                                      | Rasalimo                                      |                                             |                                             | Radama I regeringsperiode: 1810 - 1828      | Radama I regeringsperiode: 1810 - 1828      | Radama I regeringsperiode: 1810 - 1828              | Radama I regeringsperiode: 1810 - 1828              | Radama I regeringsperiode: 1810 - 1828              | Radama I regeringsperiode: 1810 - 1828              |                                                     |                                                     | Ranavalona I regeringsperiode: 1828 - 1861         | Ranavalona I regeringsperiode: 1828 - 1861         | Ranavalona I regeringsperiode: 1828 - 1861 | Ranavalona I regeringsperiode: 1828 - 1861 | Ranavalona I regeringsperiode: 1828 - 1861 | Ranavalona I regeringsperiode: 1828 - 1861 |                                         |                                         | Andriamihaja                            | Andriamihaja                            | Andriamihaja        | Andriamihaja        | Andriamihaja        | Andriamihaja        |  |  | Ramasindrazana      | Ramasindrazana      | Ramasindrazana      | Ramasindrazana      | Ramasindrazana                                      | Ramasindrazana                                      |                                                     |                                                     | Andriambongo                                        | Andriambongo                                        | Andriambongo | Andriambongo | Andriambongo | Andriambongo |
| Rakataffe | Rakataffe | Rakataffe | Rakataffe | Rakataffe                                   | Rakataffe                                   |                                             |                                             | ?                                           | ?                                           | ? | ? | ? | ? |  |  | Rasalimo                                      | Rasalimo                                      | Rasalimo                                      | Rasalimo                                      | Rasalimo                                      | Rasalimo                                      |                                             |                                             | Radama I regeringsperiode: 1810 - 1828      | Radama I regeringsperiode: 1810 - 1828      | Radama I regeringsperiode: 1810 - 1828              | Radama I regeringsperiode: 1810 - 1828              | Radama I regeringsperiode: 1810 - 1828              | Radama I regeringsperiode: 1810 - 1828              |                                                     |                                                     | Ranavalona I regeringsperiode: 1828 - 1861         | Ranavalona I regeringsperiode: 1828 - 1861         | Ranavalona I regeringsperiode: 1828 - 1861 | Ranavalona I regeringsperiode: 1828 - 1861 | Ranavalona I regeringsperiode: 1828 - 1861 | Ranavalona I regeringsperiode: 1828 - 1861 |                                         |                                         | Andriamihaja                            | Andriamihaja                            | Andriamihaja        | Andriamihaja        | Andriamihaja        | Andriamihaja        |  |  | Ramasindrazana      | Ramasindrazana      | Ramasindrazana      | Ramasindrazana      | Ramasindrazana                                      | Ramasindrazana                                      |                                                     |                                                     | Andriambongo                                        | Andriambongo                                        | Andriambongo | Andriambongo | Andriambongo | Andriambongo |
|           |           |           |           |                                             |                                             |                                             |                                             |                                             |                                             |   |   |   |   |  |  |                                               |                                               |                                               |                                               |                                               |                                               |                                             |                                             |                                             |                                             |                                                     |                                                     |                                                     |                                                     |                                                     |                                                     |                                                    |                                                    |                                            |                                            |                                            |                                            |                                         |                                         |                                         |                                         |                     |                     |                     |                     |  |  |                     |                     |                     |                     |                                                     |                                                     |                                                     |                                                     |                                                     |                                                     |              |              |              |              |
|           |           |           |           | Rakotobe (mogelijke troonopvolger Radama I) | Rakotobe (mogelijke troonopvolger Radama I) | Rakotobe (mogelijke troonopvolger Radama I) | Rakotobe (mogelijke troonopvolger Radama I) | Rakotobe (mogelijke troonopvolger Radama I) | Rakotobe (mogelijke troonopvolger Radama I) |   |   |   |   |  |  |                                               |                                               |                                               |                                               | Raketaka (mogelijke troonopvolger Radama I)   | Raketaka (mogelijke troonopvolger Radama I)   | Raketaka (mogelijke troonopvolger Radama I) | Raketaka (mogelijke troonopvolger Radama I) | Raketaka (mogelijke troonopvolger Radama I) | Raketaka (mogelijke troonopvolger Radama I) |                                                     |                                                     |                                                     |                                                     |                                                     |                                                     |                                                    |                                                    |                                            |                                            | Radama II regeringsperiode: 1861 - 1863    | Radama II regeringsperiode: 1861 - 1863    | Radama II regeringsperiode: 1861 - 1863 | Radama II regeringsperiode: 1861 - 1863 | Radama II regeringsperiode: 1861 - 1863 | Radama II regeringsperiode: 1861 - 1863 |                     |                     |                     |                     |  |  |                     |                     |                     |                     | Ramboasalama (mogelijke troonopvolger Ranavalona I) | Ramboasalama (mogelijke troonopvolger Ranavalona I) | Ramboasalama (mogelijke troonopvolger Ranavalona I) | Ramboasalama (mogelijke troonopvolger Ranavalona I) | Ramboasalama (mogelijke troonopvolger Ranavalona I) | Ramboasalama (mogelijke troonopvolger Ranavalona I) |              |              |              |              |

## Gerelateerde artikelen
- Europeanen in Madagaskar
- Geschiedenis van Madagaskar
- Merina (volk)

- Bibsys: 6013862
- Gemeinsame Normdatei: 120805138
- International Standard Name Identifier: 0000 0001 0972 8821
- Library of Congress Control Number: n97105082
- Nationale Bibliotheek van Israël: 987007282768305171
- Système universitaire de documentation: 034911510
- Virtual International Authority File: 3311287